# Constance Mayer
Pour les articles homonymes, voir Mayer.
Marie Françoise Constance Mayer La Martinière née le 9 mars 1774 à Chauny et morte le 26 mai 1821 à Paris est une artiste peintre française.
Élève et collaboratrice de Pierre-Paul Prud'hon, auquel certaines de ses œuvres furent attribuées, elle exposa depuis la Révolution jusqu'à la Restauration.

## Biographie

### Le cas Mayer
Alors qu'elle a quinze ans d'atelier, formée par Joseph-Benoît Suvée et Jean-Baptiste Greuze, ayant régulièrement figuré dans les Salons parisiens depuis 1791, Constance Mayer paraît publiquement au Salon de peinture de 1808 au titre d'« élève » de Pierre-Paul Prud'hon comme indiqué dans le catalogue et continue d'être considérée comme telle par la critique et l'historiographie jusqu'à sa mort en 1821. Les convenances l'empêchent de se dégager de ce statut qui la maintient dans l'ombre de Prud'hon aux yeux de l'opinion. Plus que l'élève appliquée de Pierre-Paul Prud'hon, elle est sa maîtresse, travaillant régulièrement à ses côtés et pour elle-même, depuis 1803 et cherchant à sauvegarder les apparences sur la nature de leurs relations en l'appelant publiquement « Monsieur » et lui, « Mademoiselle », car il est marié et père de famille nombreuse, et l'adultère est très mal jugé sous l'Empire.
Après la mort de son père, Constance Mayer qui ne peut se résoudre à vivre plus longtemps séparée de Prud'hon, vient habiter, d'abord officieusement en 1808, puis officiellement en 1816, dans le même bâtiment que son amant, l'ancien collège de la Sorbonne transformé en logements et ateliers d'artistes et rebaptisé « Musée des Artistes » depuis le Consulat. Cette situation, qui peut donner prise à la médisance, est donc masquée par ce titre envahissant d'« élève » qui, par la suite, a lourdement pesé dans l'évaluation juste de l’œuvre dessiné et peint de Constance Mayer. On a ainsi accrédité l'idée selon laquelle elle fut moins une artiste douée et travailleuse qu'une dilettante, une inspiratrice, une amoureuse ayant abdiqué tout talent personnel pour se dévouer et se subordonner au maître, qui l'aimait en effet : 

« Toi seule comble tous mes désirs, lui écrivait-il, s'agit-il de talent, de gloire et de bonheur, je ne vois que toi, je ne sens que toi. Tu es également le but où s'élèvent les rêves brillants de mon imagination, et la source délicieuse et pure où s'étanche la soif toujours renaissante de ma tendresse. »

Cette grande proximité affective avec Prud'hon amène certains critiques, fidèles à une tradition qui remonte loin dans le temps et se perpétue aujourd'hui, à feindre de voir la main de Prud'hon dans chacune des productions réussies de Constance Mayer. Ainsi Vivant Denon dit déjà d'elle : « Cet artiste féminin, quoiqu'elle ait déjà fait un charmant tableau, tient encore trop de son maître pour qu'on puisse savoir si elle a un talent à elle. » Et dans les décennies qui suivront sa mort, elle est citée avec condescendance par une historiographie empreinte de misogynie, celle en particulier des Goncourt et de leurs suiveurs. Le meilleur de son œuvre a, par eux, été inexorablement partagé, voire donné à Prud'hon, ainsi que le souligne avec justesse Charles Gueullette, qui remarquait en 1879 qu'« on lui a laissé ce qui, dans leur atelier commun, pouvait passer pour facile ou médiocre. » Ce révisionnisme artistique a été et demeure systématique, et on attribue sans hésitation à Prud'hon celles de ses œuvres peintes ou dessinées qu'elle n'a pas signées. Les attributions intempestives des experts marchands et des collectionneurs privés, comme l'ont été les ineffables frères Goncourt, portant sur les dessins et esquisses des œuvres peintes de Constance Mayer ont pratiquement toujours été entérinées par le suivisme intéressé de certains conservateurs de musée, trop heureux de compter dans leurs collections quelques œuvres supplémentaires dites de Prud'hon. On remarque en passant que, concernant les œuvres de ce dernier, on ne pense jamais un instant pouvoir y déceler l'influence de sa collaboratrice, car au fond, qui peut dire dans quelle mesure celle-ci n'est pas intervenue dans le cours de la réalisation de quelques-uns des chefs-d’œuvre incontestés du « maître » ? Quoi qu’il en soit, plusieurs des tableaux allégoriques, des esquisses et surtout des dessins préparatoires dont quelques portraits au pastel de Mayer ont été attribués à Prud'hon ou généreusement partagés avec lui — le contraire n'arrivant jamais ! —, et il est même arrivé que, sur une de ses toiles peintes, la signature autographe de Mayer fût effacée et remplacée par celle de Prud'hon.
Le nombre des œuvres de l’élève prêtées au maître depuis sa mort est, selon Gueullette, « incalculable » : « Par contre, ajoute-t-il, on attribua à Mademoiselle Mayer toutes les imitations défectueuses, tous les mauvais pastiches de Prud'hon. C'était le moyen d'en trouver le débit, et l'on ne se fit pas faute d'en user, témoin ce marchand auquel je me plaignais dernièrement de ne jamais rencontrer d'œuvres authentiques de cette artiste : “C’est que, me répondit-il ingénument, nous les vendons pour des Prud'hon !” Le flou planant sur quelques-unes des productions de Prud'hon, particulièrement ses dessins, tient au fait qu'il ne les signait pas. Prud'hon le révèle lui-même un jour au fils d'un ami : “Ton père signait pour moi les dessins de moi qui lui tombaient dans la main car je n’en ai jamais signé aucun”. »
Ces petites opérations étaient lucratives car, peu de temps après sa mort en 1823, la cote de Prud'hon s'est envolée, donnant lieu à une spéculation effrénée sur ses moindres dessins. C'est ainsi que tous les dessins et toutes les esquisses de Constance Mayer qui étaient restés entre les mains des héritiers et amis de Prud'hon, ou qui resurgirent des collections privées, sont devenues, comme par enchantement, des œuvres de Prud'hon. Il reste que ces signatures apocryphes multipliées, apposées du vivant et après la mort de Prud'hon, sont graves et ont entraîné certains historiens à des affirmations outrées : « Toutes les esquisses et tous les dessins préparatoires que l'on connaît pour ces œuvres (de Constance Mayer) sont de la main de Prud'hon. La jeune femme exécute ensuite la version finale. Cependant, cas singulier, le nom de Prud'hon n'apparaît jamais [sic] : c'est toujours elle qui signe les tableaux. Elle acquiert ainsi une place enviée au Salon, avec des œuvres qui doivent presque tout au maître. » Cette systématisation niaise, peut-être teintée de mauvaise foi et de calcul, veut faire croire que Constance Mayer aurait cessé de dessiner du jour où elle aurait rencontré Prud'hon. Et le maître, non content de se consacrer à son œuvre propre, considérable et prenant, aurait en supplément, trouvé du temps pour dessiner tous les croquis des tableaux de Constance Mayer, ses esquisses à l'huile et compositions au pastel, tout en intervenant sur pratiquement toutes ses œuvres peintes. Est-ce imaginable ?[réf. nécessaire]

### La jeunesse d’une artiste
Marchande de linge fin de la paroisse de Saint Germain l'Auxerrois, Marie-Françoise Lenoir (demi-sœur d'Alexandre Lenoir), issue d'une famille de la bonne bourgeoisie parisienne, entretenait, au début du règne de Louis XVI, une liaison avec Pierre Mayer, un aristocrate d'origine saxonne naturalisé français, qualifié « résident à Paris de Louis Léopold, prince régnant de Hohenloë de Waldimbourg, Trésorier honoraire de l'illustre ordre Ancienne Noblesse, et intéressé dans les affaires du roi ». Il était une sorte de chargé d'affaires du prince Louis Léopold à Paris comme l'était à même époque, Croisilles de Saint-Huberty, passablement escroc, auprès de Frédéric II de Prusse. La famille Mayer appartenait donc à la bourgeoisie aisée, et Pierre Mayer, déjà marié depuis quelques années avec Marie-Henriette Guénon, en avait eu une fille, Charlotte-Adélaïde-Josèphe, future Madame Mangon-Laforest. Mais le divorce n'existait pas encore, et Pierre Mayer dut attendre la mort de cette épouse légitime, dont il s’était apparemment lassé, pour épouser la jolie Mademoiselle Lenoir qu'il chérissait tant. De cette liaison adultérine de plus de quinze ans, qui se régularisa seulement en 1789, était née une fille, déclarée le 9 mars 1774 au registre paroissial de Saint-Martin de Chauny, diocèse de Noyon, sous le nom « Marie-Françoise Constance, fille de Pierre La Martinière, bourgeois de Paris, rue Saint-Sulpice, et de dame Marie-Françoise Lenoir. » Le jour de leur mariage ils reconnurent devant notaire « cette énonciation fausse et que l'enfant baptisée ledit jour de la manière susnommée est fille du sieur Mayer et de la demoiselle Lenoir qui font cette déclaration pour rendre justice à la vérité et afin d'opérer la légitimation de ladite demoiselle leur fille dont les véritables noms seront par la suite « Marie-Françoise-Constance Mayer La Martinière ». »
La jeune Constance a vécu sa prime enfance dans la boutique de sa mère, louée rue de l'Arbre-sec, où, vers 1777, habitait d'ailleurs Madame Saint-Huberty, brillante cantatrice découverte par Gluck et qui commençait sa fulgurante carrière. Pierre Mayer, attendri et attentionné, pourvut largement à l'éducation de sa fille et la fit admettre dans un couvent parisien où elle demeura probablement jusqu'en 1789. Elle y reçut une éducation distinguée, celle d'une jeune fille de bonne condition. « Mademoiselle Mayer, écrivait un contemporain qui l'avait croisée, avait été élevée avec beaucoup de distinction. On s'en apercevait aisément à ses façons élégantes, à ses tournures de phrases et à certains détails de prononciation qui n'avaient rien de commun. Elle avait la répartie fine et sa conversation était assez spirituelle pour qu'un célèbre diplomate (Talleyrand) y trouvât beaucoup de charme. Lorsqu'il venait poser chez Prud'hon, qui a fait plusieurs portraits de lui, il priait instamment l'artiste de retenir Mademoiselle Mayer, se plaignant de la discrétion qui la faisait s'éloigner et qu'il traitait de sauvagerie. » Elle rédigeait ses lettres avec une grande correction de forme, elle savait l'anglais (elle conserva toujours sa grammaire anglaise) et apprit la musique, si l'on en juge par un portrait d'elle la représentant face à son piano. Mais c'est le dessin qui devait lui plaire par-dessus tout, et elle s'y exerça à la pierre noire et au pastel avant de se mettre à la peinture. Cet art était sa passion et il fut encouragé par sa famille maternelle, les Lenoir, qui comptaient quelques portraitistes distingués. Tout d'abord la cousine par alliance de Constance, Madame Alexandre Lenoir, née Adélaïde Binart, représentée la palette à la main par son amie Geneviève Bouliard qui a également laissé un portrait d'Alexandre Lenoir, le célèbre créateur du musée des Monuments français, qui était donc l'oncle de Constance Mayer.

### La Révolution et le Directoire
D'un talent prometteur, Constance Mayer qui avait été admise dans l'atelier de Joseph-Benoît Suvée, le célèbre antagoniste de Jacques-Louis David, fut invitée à présenter plusieurs de ses œuvres à l'Exposition de la Jeunesse qui ouvrit ses portes du 30 juin au 15 juillet 1791 à l'hôtel Lubert rue de Cléry, dans la vaste salle d'exposition Jean-Baptiste Le Brun, marchand de tableaux, dont l'épouse célèbre, Élisabeth Vigée Le Brun, avait émigré. À cette occasion, les visiteurs admirèrent plusieurs portraits à l'huile proposés par la jeune fille, réalisés en divers formats, certains en miniature. Elle-même rencontra des personnes qu'elle devait retrouver plus tard dans les salons et les ateliers, entretenant avec certains d'entre eux des relations suivies : Martin Drolling, Jean-Baptiste Mallet, Jean-Baptiste Isabey, Jeanne Doucet de Surigny, Louis Boilly, tous promis à un brillant avenir. Elle rencontra peut-être aussi Marie-Guillemine Leroux de La Ville, alors fiancée avec le diplomate Pierre-Vincent Benoist qui, comme un oncle de Constance, frère de son père, fut chargé de missions diplomatiques secrètes en Allemagne en mars 1792.
Après trois ans années de bonheur conjugal et familial, la mère de Constance mourut soudain le 30 octobre 1793. Pierre Mayer, devenu veuf, ne se remaria pas, demeurant sous le Directoire avec sa fille dans un petit hôtel particulier de la rue Mélée, au no 65. Il se fit discret sous la Terreur, époque pendant laquelle Joseph-Benoît Suvée, dans l'atelier duquel sa fille Constance avait travaillé, fut arrêté et en grand danger de suivre sur l'échafaud le poète André Chénier, son compagnon de prison et son plus célèbre modèle. En sortant des prisons de la Terreur, Suvée partit en Italie où il avait été missionné à la direction de l'Académie de France à Rome (qu'il installa à la villa Médicis), tandis que l'émouvant portrait d'André Chénier à la veille de son exécution était exposé au Salon de 1795. Des relations de Suvée avec son élève, de 1789 à 1792, on sait peu de choses sinon que celle-ci paraît avoir été peu influencée par lui, s'essayant à la manière de David qui s'imposait auprès des jeunes artistes, tant pour le fonds que pour la rapidité des touches dans le traitement de la chevelure de son grand autoportrait de 1796 qui reste pourtant essentiellement greuzien.
Joseph-Benoît Suvée parti en Italie, Constance Mayer était retournée, au début du Directoire, dans l'atelier de Jean-Baptiste Greuze, rue des Orties, où les jeunes filles étaient nombreuses, contrairement à celui de David qui était entouré de garçons. On y voyait Anna Greuze, la fille du maître, et sa filleule, Caroline Tochon, la future Madame Henri de Valory, et d'autres élèves appliquées comme Jeanne-Philiberte Ledoux, la fille de l'architecte célèbre, et également l'épouse talentueuse du sculpteur Chaudet, qui s'amusaient à pasticher les œuvres du maître. Toutes ces jeunes femmes se firent une spécialité des demi-teintes rosées et des glacis subtils qui donnaient à leurs peintures un aspect un peu porcelainé. Il y avait aussi Mademoiselle Jubot qui se flatta, à la mort de Greuze en 1806, d'avoir attaché à son cercueil une couronne d’immortelles avec ces mots : « Ces fleurs, offertes par la plus reconnaissante de ses élèves, sont l'emblème de sa gloire ».
Les relations de Constance Mayer avec Jean-Baptiste Greuze remontaient peut-être avant la Révolution car, lors de la dispersion du fonds d'atelier de Prud'hon de 1823, figurait un portrait de Pierre Mayer par Greuze avec l'indication que les deux hommes avaient été amis. La chose n'a rien d'invraisemblable, pas plus que l'existence d'un portrait de fillette exécuté vers 1784 par Greuze, et qui a été garanti par les experts Defer et Laneuville comme étant celui de Constance Mayer âgée de dix ans. On cite également un petit tableau du cabinet de Joseph Mayer, L’innocence, par Greuze, qui fut gravé par Walstaff. Quel qu'ait été le modèle de cette Jeune fille aux colombes, et bien que rien ne le prouve, rien ne s'oppose non plus à l'hypothèse selon laquelle Constance Mayer enfant posât pour Greuze.
Elle demeura fidèle à Greuze alors même qu'elle avait commencé à travailler avec Pierre-Paul Prud'hon qui était lui-même ami et compatriote bourguignon de Greuze. Le couple attendri et reconnaissant se fit représenter à la mort du peintre en 1805, pieusement recueilli sur la tombe du grand peintre.
Un portrait de Constance Mayer vers 1789, conservé à la Snyte Collection à Notre-Dame aux États-Unis, présente une certaine ressemblance avec la Constance Mayer d'un autoportrait à l’huile (103 × 90 cm) présenté par elle avec plusieurs autres peintures et miniatures au Grand salon du Musée central des arts, en vendémiaire an IV, sous le titre de La citoyenne Mayer peinte par elle-même, montrant une esquisse du portrait de sa mère. Dans cet autoportrait, elle s'est représentée de face, le visage traité à la manière greuzienne, le teint porcelainé, les yeux très grands couleur bleu acier, les cheveux libres ornés d'un nœud bleu et plat, la bouche vermeille, assise de trois quarts en tenue de travail, découvrant sur son chevalet la feuille où elle vient d'esquisser le visage de Madame Mayer née Lenoir. Comme dans presque tous les portraits réalisés par Constance Mayer, le modèle est représenté avec un bras soulevé et l'autre posé, comme une signature qui lui était propre. Sous le cache que soulève la jeune fille, on distingue les traits d’une femme à l'air tourmenté (par la maladie ?) âgée d'une quarantaine d'années, vêtue d'une chemise au col large, et les cheveux séparés par une raie médiane. Pour réaliser l'esquisse de cette tête expressive, Constance Mayer s'est sans doute inspiré du portrait de Madame Greuze endormie – vue chez Greuze où elle travaillait. D’abord conservé rue Mélée, le portrait de Constance Mayer suivit celle-ci lorsqu'elle emménagea maison et quartier Sorbonne, no 1, dans un appartement jouxtant celui de Prud'hon. Encore partagée entre le classicisme représenté par ses maîtres Greuze et Suvée, et la modernité incarnée par David qu'elle admirait, Constance Mayer cherchait encore à définir son talent propre et à se dégager d’influences contradictoires. C'est Prud'hon qui lui montra le chemin à suivre. Il est peu douteux qu'elle l'avait rencontré pour la première fois à l'occasion de l'exposition de leurs œuvres respectives lors du Salon de l'an IV (1796) et probablement revu dans l'atelier de Greuze qu'il voyait régulièrement.
En 1798, Constance Mayer, qui était maintenant âgée de 24 ans, ne désira plus loger avec son père et elle prit un logement autonome au Palais-Royal, rue de la Loi (de Richelieu) no 104, où elle demeura jusqu'en 1801. Libre d'y recevoir qui bon lui semblait, elle y revit probablement Prud'hon qui n'était pas encore séparé d'une épouse dépressive et alcoolique. Elle connut alors un ami de Prud'hon, Jean-Baptiste Mallet (Grasse 1759-Paris 1835), qui s’était fait une spécialité des scènes de boudoir peintes à la gouache, dont quelques-unes ont été gravées. Fort lancé, Mallet avait déjà exposé en 1792, en 1793 puis en 1798 où il présenta un tableau représentant un concert hollandais. Cette même année, il réalisait un portrait au pastel de Constance, d'un format de 34 × 26 cm, non localisé aujourd’hui. Comme dans les précédents portraits, en particulier ses autoportraits, la jeune femme a bien les yeux bleus — et non noirs comme cela a été dit — et ses cheveux forment des boucles. Il y a ainsi une cohérence de physionomie qui tranche avec l'image de la brune de « type » méditerranéen que ses biographes se sont représentée : Constance est une jeune femme aux cheveux châtains, certes, mais avec des reflets dorés, elle a des yeux gris-bleu prenant une teinte acier selon la lumière, un visage large et rond, et non pas étroit, la bouche petite et le teint clair et rosé. Introduite depuis son adolescence dans les milieux de la peinture, elle connaissait aussi Jean-Baptiste Huet et Martin Drolling, qui l'a lui aussi prise pour modèle d'après le catalogue d'une vente Defer-Dumesnil du 10-12 mai 1900.

### Un père et sa fille

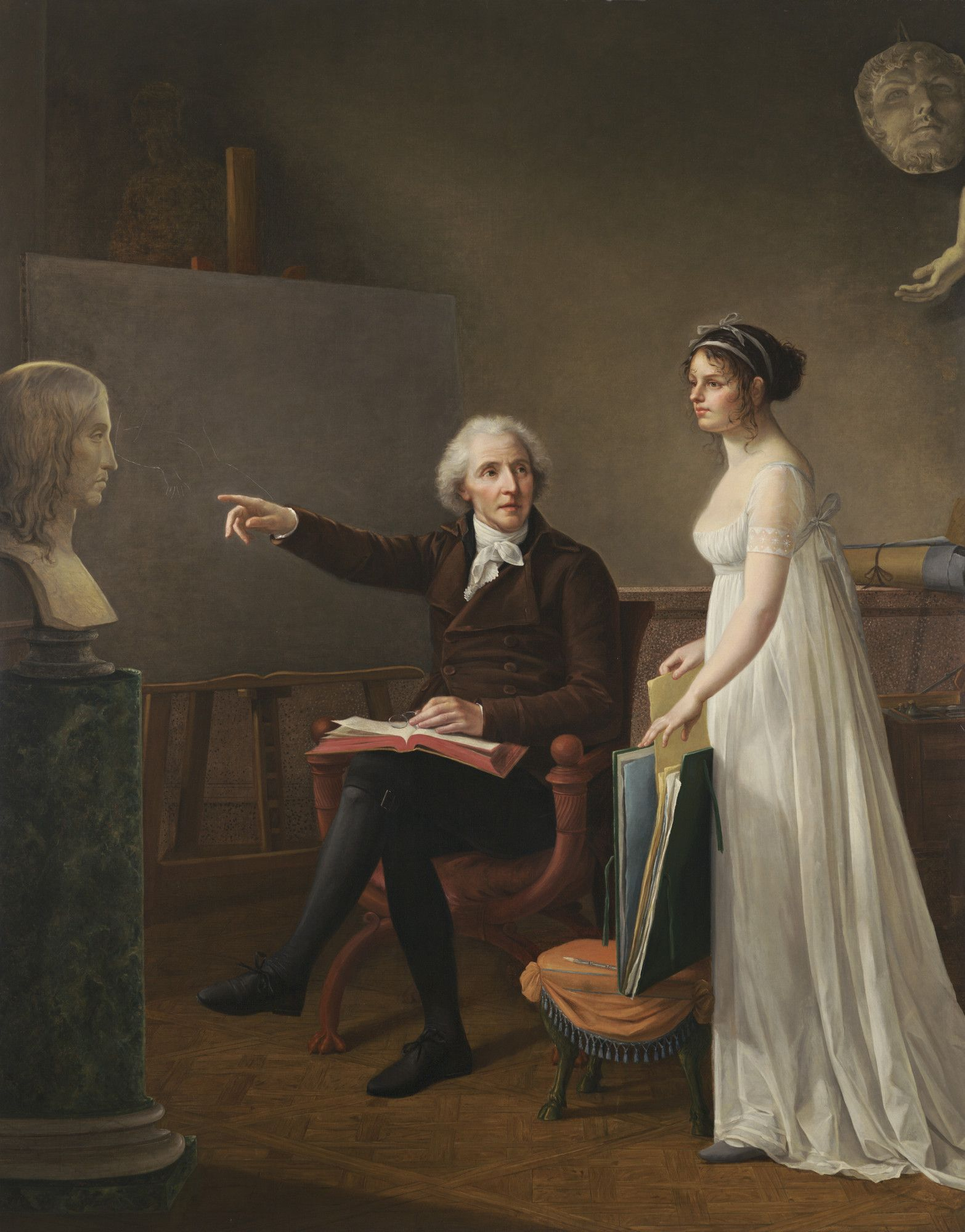
Autoportrait de Constance Mayer avec son père ; il lui indique le buste de Raphaël, en l'invitant à prendre pour modèle ce peintre célèbre, Salon de 1801, Hartford, Wadsworth Atheneum.

En 1803, Constance Mayer loge, depuis un an, au 20, rue de la Jussienne et y demeure jusqu'en 1804. Elle voit régulièrement son père qui prend un grand intérêt à sa carrière si l'on en juge par la composition d'un autoportrait en pied où elle s'est représentée grandeur nature, tournée vers son père, lui-même assis et lui désignant de la main droite le buste de Raphaël qu'elle doit prendre pour modèle. Fille aimante et reconnaissante, elle a représenté l'esquisse du visage de sa mère au Salon de 1796, et cinq ans plus tard, celui de ce père qu'elle chérit. Elle a en fait réalisé plusieurs portraits de son père dont une miniature exposée au Salon de 1796, et un autre portrait en buste, celui-ci à l'huile, qui est exposé au Salon de 1798. Ce dernier portrait doit figurer au titre des « portraits de famille » dans l'inventaire après décès de Constance Mayer, et il semble avoir réapparu provisoirement en 1889 dans la collection de M. Moreau-Chaslon qui l'a prêté à l'occasion de l'Exposition historique de la Révolution française.
Très absorbée par son travail, Constance Mayer a eu maintes fois l'occasion d'admirer de près des œuvres de Prud'hon qui l'a sûrement conviée à venir le rejoindre à son atelier. Elle apprend beaucoup à son contact. Au Salon de 1802, elle expose un très beau tableau titré Une mère et ses enfants au tombeau de leur père et lui rendant hommage. Le fait qu'elle connait Prud'hon a autorisé Edmond de Goncourt a hasarder, sans autres preuves que sa propre conviction, que celui-ci y a mis la main. Lorsqu'on l'examine attentivement et si on le compare avec le reste de la production de Constance Mayer, qui est de grande qualité, comme ce portrait de chasseur de la collection Aron, on doit admettre que ce tableau, qui figure comme le sien dans son inventaire après décès, lui appartient entièrement. Plus que d'autres, les frères Goncourt, dont la misogynie dépasse l'imaginable, ont été les plus acharnés à réviser à la baisse le grand talent de Constance Mayer et à la dépouiller de son art. Il est affligeant de constater avec quelle légèreté les historiographes ou supposés spécialistes de Prud'hon ont validé sans discernement et non sans calculs les errements et interprétations hasardées des frères Goncourt.
Deux ans plus tard, en 1804, Constance Mayer présente un nouveau tableau en grand format, justement remarqué en son temps, et qui a encore une fois été attribué, contre toute évidence, au talent de Prud'hon. Il apparaît au catalogue sous le titre Le Mépris des Richesses, ou L'innocence entre l'Amour et la Fortune, ou L'Innocence préfère l'Amour à la Richesse (no 319).
Les années 1805-1807 sont une époque faste pour Constance Mayer, comblée par son amour pour Prud'hon devenu son amant passionné, comblée aussi par le succès de ses premiers tableaux d'histoire. On commence à parler d'elle comme peintre d'histoire et non plus seulement de portraits, ce qui est rare à l'époque pour les femmes. Sa parenté avec Alexandre Lenoir lui ouvre grand les portes des salons mondains de la capitale où, paraît-il, elle se sentait mal à l’aise. Elle pourrait ainsi avoir été reçue dans les réceptions données par Charles-Maurice de Talleyrand, le ministre des Relations extérieures, qu'elle connaît, par Madame Grant ou la comtesse Laure Regnaud de Saint-Jean d'Angély, passionnée d'art, qui avait fait appel à Alexandre Lenoir, oncle de Constance Mayer, pour la conseiller dans l'ameublement gothique de son château aménagé dans l'ancienne abbaye du Val à l'Isle-Adam.

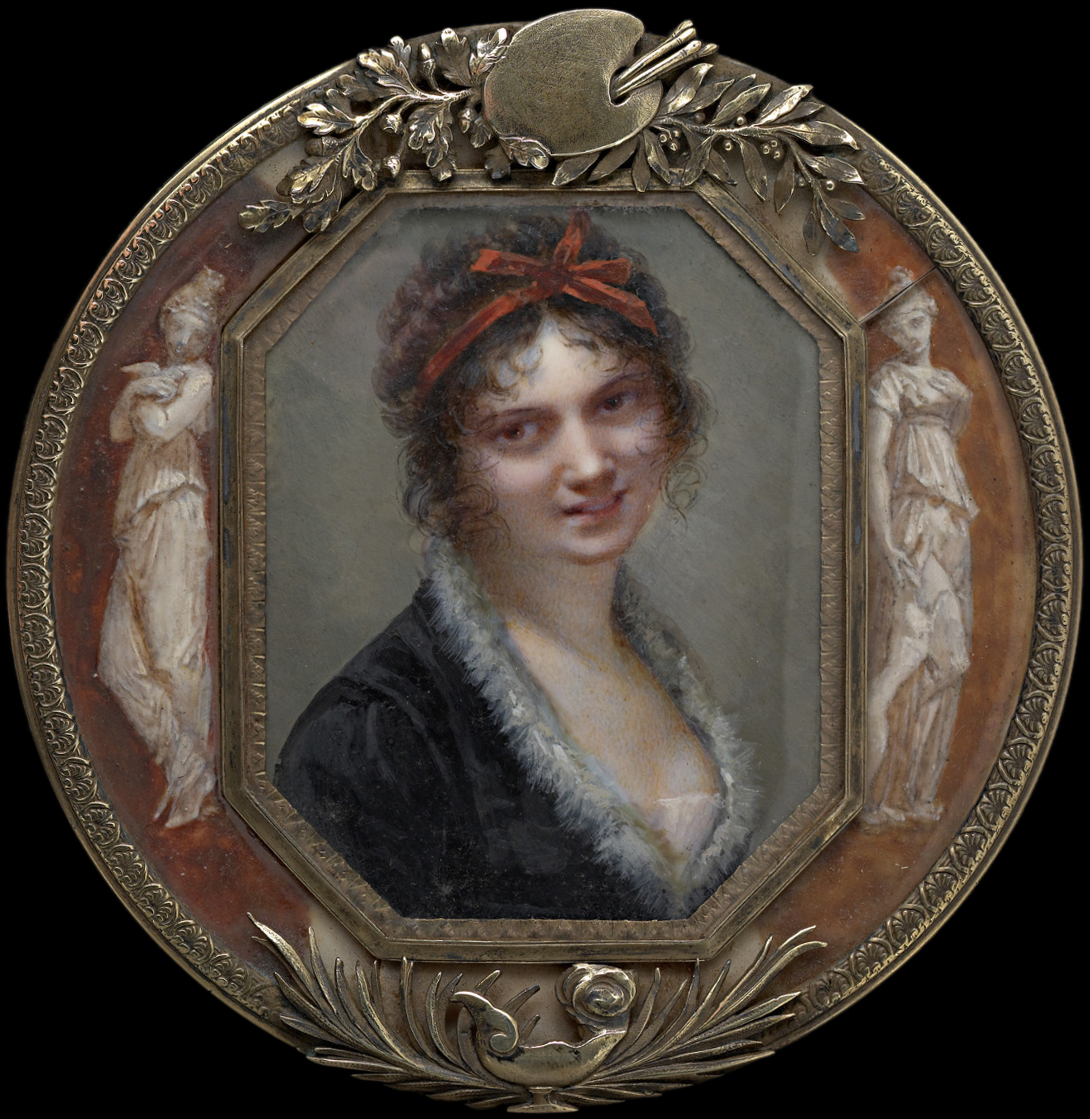
Constance Mayer, Autoportrait, vers 1793, miniature rehaussée de dessins en grisaille par Pierre-Paul Prud'hon, Melbourne, National Gallery of Victoria.

Durant ces deux années, la jeune artiste a résidé au 24, rue de la Verrerie dans le quartier de l'hôtel de ville. C'est de cette époque que l'on peut dater un ravissant autoportrait en miniature de 5,7 × 4,3 cm, un genre qu'elle pratiquait non sans habileté depuis ses débuts en 1791, et qu’elle n'a pas totalement abandonné. Elle a exécuté cette œuvre à l'attention de son père, qui la fait monter sur sa tabatière, conservant précieusement cet objet jusqu'à son décès accidentel en 1808. Constance devait ensuite l'offrir à Prud'hon qui y fait clairement allusion dans une lettre où il parle tristement de cette image chère à son cœur. Il écrit en effet à son gendre le 27 mars 1822, n'avoir conservé de son amie morte « qu'un petit portrait en miniature […] cette image précieuse est de sa main. Elle l'avait fait pour son père et, par suite, elle me l'a donné. Vous devez croire, et Émilie doit bien penser que, tant que je vivrai, le gage de son affection ne peut me quitter ». Si on doit l'en croire, et personne n'est autorisé à en douter, Prud'hon, de 1821 à 1823, ne possède donc pas d'autre image de Constance Mayer que cette touchante miniature, les autres représentations de son amie ayant été dévolues à Madame Mangon-Laforest et aux amis ou élèves de Constance Mayer. Sur cette miniature, on reconnaît le visage rond et avenant de l'artiste qui arbore un vêtement de velours noir bordé d'une fourrure de petit gris, tandis que ses cheveux sont ornés d'un ruban cerise ou ponceau. « Démontée et placée dans un cadre rond » avec, selon Edmond de Goncourt, « les figures allégoriques de la Fidélité et de l'Innocence peintes par Prud'hon », la miniature revient par la suite à un fils de Prud'hon qui la vendra comme œuvre de son père.
Au Salon de 1806, Constance Mayer présente à nouveau un grand format Vénus et l'Amour endormis caressés et réveillés par les Zéphirs, ou Le sommeil de Vénus. Cette huile sur toile peinte pendant l'année 1805 est présentée à nouveau au Salon de 1808, et vaut une médaille d'encouragement à son auteur. Et cette médaille, quoi qu'en pensent les historiographes de Prud'hon, a été décernée en connaissance de cause à Constance Mayer et non à Prud'hon. Cela n'a pas empêché plus tard Sir Richard Wallace, propriétaire du tableau, de faire supprimer la signature de Mayer pour la remplacer par celle de Prud'hon. À l'époque, un critique a boudé le plaisir qu'il peut y avoir à contempler une nudité aimable, au prétexte que c'était une création féminine : « Il ne faut pas qu'un sujet érotique soit traité par une demoiselle », écrivait un chroniqueur du Journal de Paris du 24 octobre 1808 au sujet du Flambeau de Vénus, « il nous semble que cela pèche au moins contre les convenances et contre les mœurs ».
À la demande de Joséphine de Beauharnais, nouvelle impératrice des Français, à qui l'œuvre a plu, le tableau est acquis par la couronne en 1808. C'est en quelque sorte la consécration.

### Le regard de Prud’hon
En 1808 et 1809, Constance Mayer s'installe au 25, rue Saint-Hyacinthe (peut-être l'actuel no 10). La mort brutale de son père, renversé par une charrette dans une rue étroite, la bouleverse et la déstabilise. L'événement renforce encore sa passion pour Prud'hon, qui devient son unique raison de vivre. Maintenant à la tête d’une fortune coquette dont elle peut disposer à sa guise, elle décide de la consacrer à son ami très cher et à ses enfants qui font face, depuis des années, à de gros soucis financiers.
Dès 1808, certainement en 1810 d’après le catalogue du Salon de cette année, elle les rejoint donc à la Sorbonne pour être mieux à même de s'occuper de cette famille qui devint un peu la sienne, malgré l'animosité des enfants de Prud'hon qui voient en elle une intruse. Ils se montreront d'ailleurs injustes et ingrats tant de son vivant qu'après sa mort. L'historien Charles Gueullette, qui a recueilli une foule de témoignages directs — dont celui de la fille de Prud'hon elle-même —, a montré combien les griefs des rejetons de Prud'hon étaient infondés, et d'ailleurs Prud'hon avait lui-même été contraint, un beau jour, de chasser de l'appartement son fils Jean qui avait gravement manqué de respect à Constance Mayer. Dans tous les témoignages, on voit combien celle-ci était demeurée douce, patiente et compréhensive pour ces enfants dont elle s'occupe avec le plus grand soin. Elle fait obtenir une place à l'aîné, veille à doter l'autre, finance les études de tous, assure le couvert et l'habillement. Elle fut irréprochable.

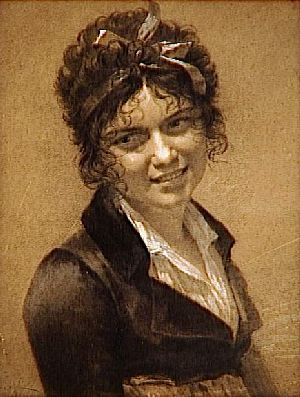
Pierre-Paul Prud'hon, Portrait de Constance Mayer, vers 1804, Paris, musée du Louvre.

L’amour de Prud’hon pour Constance Mayer, est souvent évoqué à travers un touchant portrait qu'il a fait d'elle, dessin du Louvre fréquemment reproduit et admiré, portant une signature apocryphe. Ce dessin aux crayons noir et blanc sur fond ocre (48 × 36,5 cm) est certainement idéalisé car la ressemblance avec les autres portraits de Constance Mayer ne saute pas aux yeux. Mais à quelle époque fut donc exécuté ce dessin ? D’après Sylvain Laveissière, il date de l'Empire et aurait servi à de modèle à Constance Mayer pour la réalisation de sa miniature, ce qui est tout à fait improbable. La miniature est bien certainement antérieure au dessin qui semble au contraire avoir été inspiré par la miniature et réalisé tardivement, sous la Restauration, comme l'ont avancé certains historiens dont Charles Gueullette, le meilleur biographe de Constance Mayer. Quoi qu'il en soit, l'œuvre sera, paraît-il, abandonnée par Prud'hon après la mort de Constance Mayer (sans doute peu de temps après le drame du 26 mai 1821) à son élève Auguste-Joseph Carrier, peintre en miniature. Vendu puis racheté à nouveau par Carrier, le dessin est exposé avec une signature apocryphe à l'Exposition des tableaux de l'École française (1860), puis acquis au prix de 200 francs par M. Bellanger qui le céda au musée du Louvre en 1887. C'est de ce portrait aux tonalités brunes et noires, fréquemment reproduit, qu'est née la légende d'une Constance Mayer créole, « noiraude malicieuse », tradition transmise et amplifiée par MM. Clément, Goncourt, Pilon et autres. M. Guiffrey a lui-même imaginé que le portrait d’une « jeune fille portugaise », assurément très typée, était un nouveau portrait de Constance Mayer, malgré les dénégations de l'ancien propriétaire du portrait, le colonel Delaborde. De la miniature dépend apparemment aussi une peinture sur bois formant reliquaire dit Constance Mayer au châle, œuvre de petite dimension (21 × 15 mm), que les collectionneurs du XIXe siècle ont attribué à Pierre-Paul Prud'hon mais qui paraît peu dans sa manière. Elle semble même être un pastiche inspiré par le dessin de Mademoiselle Mayer au spencer, et exécuté postérieurement. Quoique non datée ni signée, elle a, de façon péremptoire, été donnée à Prud'hon par les Goncourt au prétexte que cette œuvre provenait de la collection Boisfremont — chez qui mourut Prud'hon. Pour consolider leur thèse, ils l'ont fait graver comme œuvre de Prud'hon en 1860.

### La notoriété
En 1810, le Salon compte une nouvelle œuvre de Constance Mayer, un tableau de grand format portant le titre de L'Amour séduit l'Innocence le Plaisir l'entraîne le Repentir suit, qui montre qu'elle a intégré les leçons de Prud'hon au point qu'on a voulu croire que Prud'hon était l'auteur de cette œuvre. Cette idée saugrenue, pour ce tableau en particulier, a eu la vie dure puisque, intégré à la vente Prud'hon dans l'atelier où il était resté, il a été inventorié comme une de ses œuvres, le 4 avril 1823. Encore plus extraordinaire, une note du graveur Roger, en 1840, (annexée au revers du dessin du Fogg) indique que Constance Mayer a « largement participé (sic) » à ce tableau : « le tableau sur toile, fini [?] par Prud'hon, fut commencé par Mademoiselle Mayer ». Il serait fastidieux d'exposer les innombrables raisons pour lesquelles le tableau présenté comme le sien au Salon de 1810 est bien son œuvre et non celle de Prud'hon. En revanche, on devine les profits générés par la vente d'œuvres de Constance Mayer comme des Prud'hon, surtout les œuvres peintes à l'huile en grand format. Quant aux esquisses et aux dessins, il est vain de vouloir systématiquement y voir la main de Prud'hon. Aussi vain que de voir l'intervention de Constance Mayer dans les œuvres non signées de Prud'hon.
En 1812, Constance Mayer présente un de ses chefs-d'œuvre, Une jeune Naïade voulant éloigner d'elle une troupe d'Amours qui cherchent à la troubler dans sa retraite. Le tableau est un des plus remarqués du Salon par son originalité, sa qualité d'exécution et par le fait que son auteur est une femme. Et puis surtout, il donne lieu à une controverse extrêmement révélatrice du poids des mentalités sur la création artistique des femmes : rendant compte de cette œuvre, Le Franc, critique d'art, exprime un courant de réprobation et juge qu'il s’agit là d’une « véritable calamité ». Dans ses lettres à M. S. Delpech parues dans le Mercure de France du 5 décembre 1812, il écrit :  

« Je ne voudrais pas qu'on prît tant de soin pour apprendre à une jeune fille en quoi consistent les belles proportions du corps humain, pour l'instruire de la forme et des fonctions de chacun des muscles qui le composent, pour lui faire connaître enfin et le fémur et le sacrum, et tant d'autres belles choses dont l'étude ne me semble rien moins qu'édifiante… Une femme doit borner ses prétentions à peindre quelques bouquets de fleurs ou à tracer sur la toile les traits de parents qui lui sont chers. Aller plus loin, n'est ce pas se montrer rebelle à la nature ? N'est ce pas violer toutes les lois de la pudeur. »

Le pudibond visiteur de 1812, se sentant conforté par une hypocrisie sociale de circonstance — la respectabilité d'anciens révolutionnaires étant à ce prix —, poursuit : 

« De toutes les femmes qui cultivent la peinture, les plus célèbres sont celles qui nous retracent le plus fidèlement la manière des peintres dont elles reçoivent les leçons. Cette imitation est quelquefois si exacte qu'il est facile de s'y tromper… Je ne vous citerai pas pour exemple le tableau de Mademoiselle Mayer représentant une Jeune Naïade qui veut éloigner d'elle une troupe d'Amours. J'y ai bien retrouvé ce dessin vague, cette grâce affectée, cette mollesse de pinceau, ce ton rose et égal partout…, si justement critiqué dans le tableau des amours de Vénus et d’Adonis de M. Prud’hon. Mais sa manière est trop facile à copier pour pouvoir tirer de cette ressemblance aucune preuve à l'appui de mon opinion. »

Un autre critique, toujours à propos de cette Naïade entourée de petits amours tout roses et membrés, Boutard, reproche à celle-ci d'avoir trop bien assimilé les règles de l'École prud'honienne. Ce faisant, il lui adresse un beau compliment : 

« L'idée est gracieuse ; mais quelles formes ! quels mouvements ! pour une Naïade, pour des Amours ! et le dessin composé d'angles et de facettes au lieu des méplats, et la couleur du gazon sur lequel ces amours sont culbutés comme des quilles, et le rosé des chairs ! L’aimable auteur, je le sais, est de ceux qui ont un droit sacré à nos égards, à nos hommages ; aussi n'est ce pas de lui que je parle : il s'agit de l'école dont les principes ont égaré son talent, c'est à cette école seule, ce n'est pas à Mademoiselle Mayer que mes critiques s'adressent. »

### Le Rêve du bonheur

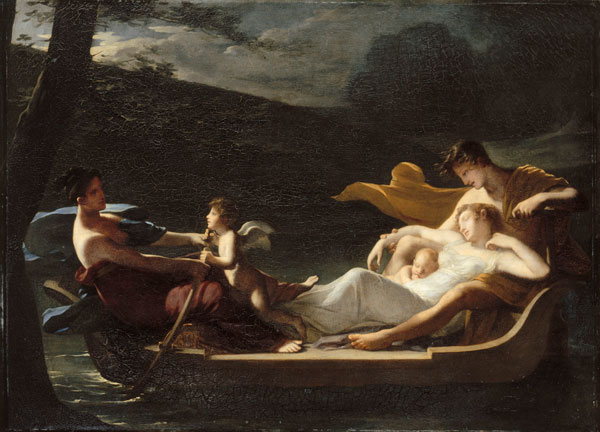
Constance Mayer, Le Rêve du bonheur, 1819, Paris, musée du Louvre.

Au Salon de 1819, Constance Mayer présente Le Rêve du bonheur, une de ses œuvres les plus remarquables, qu'acquiert le roi Louis XVIII. Cette composition résume ses aspirations immenses au bonheur qui, croit-elle, veut la fuir. Elle vit dans l'inquiétude du lendemain, habitée par l'anxiété au point de devenir incapable d'apprécier le moment présent. Sa liaison avec Prud'hon qui lui est plus précieuse que tout lui semble aussi fragile qu'une barque dérivant sur le grand fleuve de la vie, sujet du tableau, ainsi résumé dans le livret du Salon « deux jeunes époux dans une barque avec leur enfant sont conduits sur le fleuve de la Vie par l'Amour et la Fortune ». Cette œuvre révèle, par ses qualités d'exécution, le moelleux de la forme, les tons argentés frais et laiteux, le talent de Constance Mayer qui, dégagé de l'influence de son compagnon, explore des zones poétiques voire fantastiques qui annoncent la peinture symboliste.
Minée par la dépression, Constance Mayer continue à faire bonne figure auprès des siens et de ses élèves, mais elle peine à masquer ses angoisses. Elle redoute qu'un déménagement prévisible de Prud'hon de la Sorbonne — où leurs appartements communiquent par un escalier — ne l'éloigne définitivement d'elle. Son amant n'étant ni veuf ni divorcé, la légitimation de leur liaison reste impossible. En outre, les enfants du peintre se comportent de plus en plus mal envers Constance, Émilie Prud'hon en particulier qui attend qu'on la dote richement. Constance redoute alors de se trouver en difficulté après avoir consacré toutes ses économies à la carrière de Prud'hon et à l'entretien de la famille de celui-ci, le capital légué par son père est largement entamé et les soucis s'accumulent, augmentant ses tourments intérieurs.

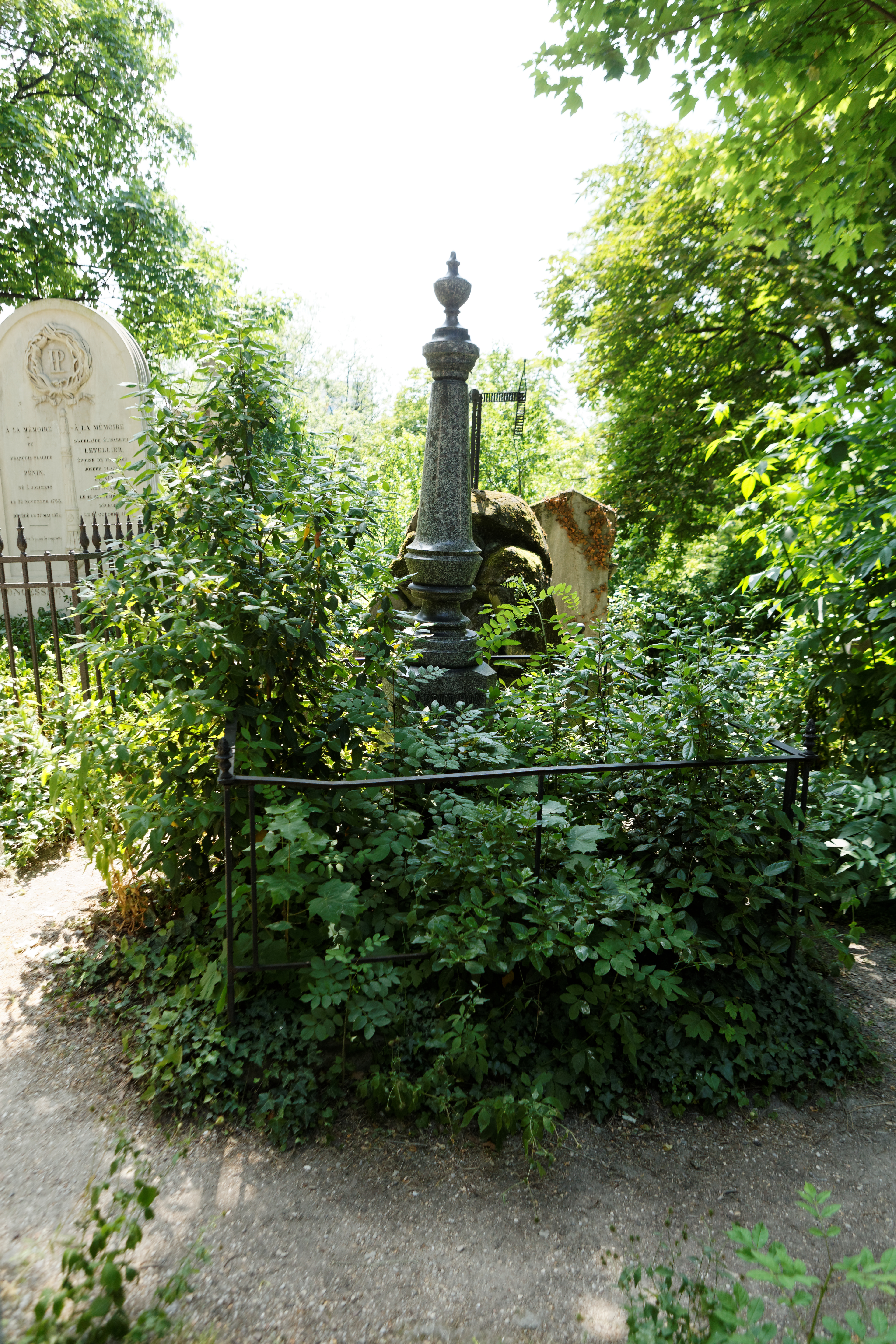
Tombe de Constance Mayer et Pierre-Paul Prud'hon, Paris, cimetière du Père-Lachaise (division 29)

Le 28 mai 1821, Constance Mayer, épuisée par les nuits sans sommeil et par l'angoisse, se tranche la gorge avec le rasoir de son amant dans sa chambre au « musée des Artistes », à la Sorbonne. Elle est inhumée au cimetière du Père-Lachaise (29e division).

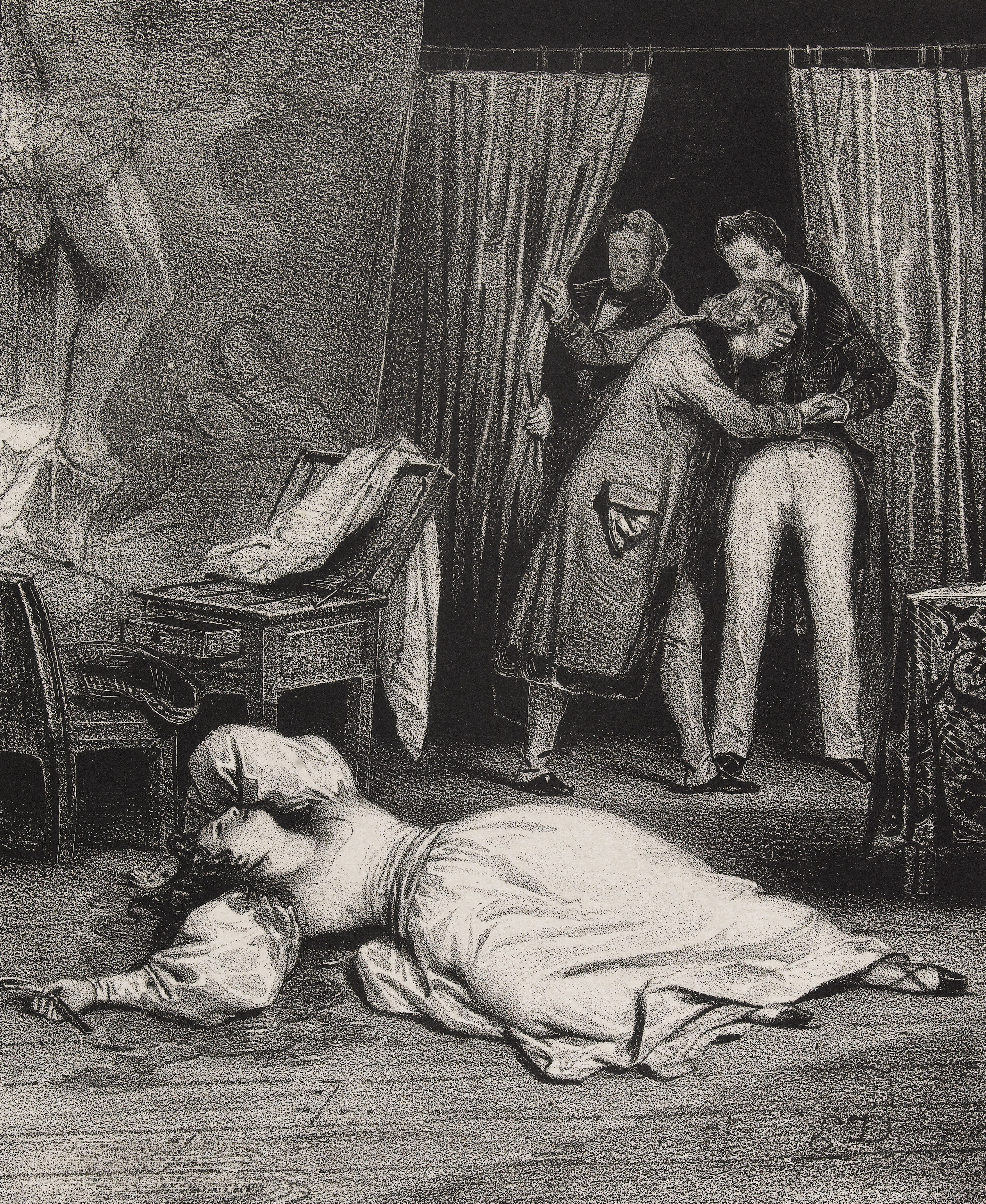
Eugène Devéria, Mort de, lithographie publiée dans L'Artiste, 1831

Ce drame émeut beaucoup à l'époque et quelques années après la mort de Prud'hon, Eugène Devéria propose une version de la scène du suicide, publiée en 1831 dans la revue L'Artiste (Lemercier imprimeur, 1831). Cette œuvre a été analysée par Suzanne Hood qui en tire certaines conclusions étranges sur le caractère de Constance Mayer.
Encore aujourd’hui, Constance Mayer passe moins pour le peintre qu'elle est en réalité que pour la première héroïne romantique du XIXe siècle. Or, pour reprendre l'expression de Simone de Beauvoir, cette femme a bien été flouée. Pour des raisons tenant à la spéculation sur les œuvres de Prud'hon, mais aussi par les effets ravageurs d'une historiographie à dominante masculine — et misogyne eu égard aux critères et mentalités d'aujourd’hui —, elle a été maintenue à un statut d'« élève » du maître, masquant abusivement l'originalité de son œuvre et son propre génie créateur. Brillante collaboratrice de Pierre-Paul Prud'hon certes, elle est surtout peintre à part entière, même si son œuvre a été longtemps dévalué pour de mauvaises raisons, comme celles de nombreuses créatrices que l'on a tardé à découvrir.

## Catalogue des tableaux présentés dans les Salons
- Exposition, rue de Cléry du 30 juin, jour de la Fête-Dieu, jusqu'au 15 juillet (1791) […] Mlle Mayer
  - no 34. Quatre tableaux, portraits sur deux toiles de 10 pouces ; une toile de 12 pouces et un ovale de 2,5 pieds. Première présentation publique des œuvres de Constance Mayer La Martinière qui confronte son talent à des artistes de la nouvelle génération tels que Marie-Guillemine Leroux de La Ville, Jeanne Doucet de Surigny, Aimée Duvivier, Adèle de Romance (Madame Romany), Mademoiselle Duchosal, Mélanie Le Fèvre, Adélaïde Binart-Lenoir, sa tante par alliance, ou Messieurs Drolling, Boilly, Huet, Van Daël, Laurent, Landon, etc. Prud'hon ne parut pas à cette exposition.

- Salon de 1796 (…) La citoyenne Mayer élève de Suvée, demeure chez son père rue Mélée, n° 65
  - no 319. Portrait de la citoyenne Mayer présentant une esquisse du portrait de sa mère (collection Mangon-Laforest, collection parisienne)
  - no 320. Un (ou une ?) jeune élève portant un carton sous le bras
  - no 321. Un enfant
  - no 322. Miniatures sous le même numéro dont le père de l'artiste, médaillon et dessus de boîte

- Salon de 1798 (…) Mlle Mayer... rue Mélée n° 65
  - no 294. Portrait d’un enfant
  - no 295. Portrait d’un enfant tenant un pigeon (peut-être L'oiseau mort, peint sur carton 20 × 18,5 cm, Paris, Drouot, 29 janvier 1942)
  - no 296. Portrait du père de l'auteur. Il s'agit probablement du tableau vendu sous le nom de Greuze dans la vente Prud'hon.

- Salon de 1799 (…) Mlle Mayer... rue de la Loi n° 104
  - no 220. Une petite fille en prière
  - no 221. Une jeune personne surprise par un coup de vent
  - no 222. Portrait d'enfant
  - no 223. Une petite fille tenant une colombe, miniature peinte à l’huile

- Salon de 1800 (…) Mlle Mayer (Œuvres greuziennes)
  - no 261. Un portrait en pied d'un homme à son bureau, dessin à la manière noire
  - no 262. Une jeune femme assise sur un banc, sur fond de paysage, dessin à la pierre noire
  - no 263. Un jeune homme représenté en chasseur, mine de plomb et fusain rehaussé de blanc, dessin à la pierre noire (dimensions : 45,1 × 43,9 cm), signé et daté à gauche « Constance Mayer 1800 ». Salon de 1800, no 263. Actuelle collection Aron

- Salon de 1801 (…) Mlle Mayer, élève des citoyens Suvée et Greuze, rue de la Loi vis-à-vis du passage Duchesne
  - no 237. Portrait en pied d'un homme appuyé à son bureau. Ce grand tableau (278 × 217 cm) peut être confondu avec le suivant.
  - no 238. Portrait en pied d'un père et de sa fille. Il lui indique le buste de Raphaël en l'invitant à prendre pour modèle ce peintre célèbre. Huile sur toile, inventaire Mayer. Autoportrait de Constance Mayer avec son père, Wadsworth Atheneum.
  - no 239. Portrait en pied dessiné au pastel d'un homme d'affaires amateur de musique (70 × 50 cm)
  - no 240. Portrait d'une femme assise dans son appartement, dessin au crayon noir, (60 × 58 cm)

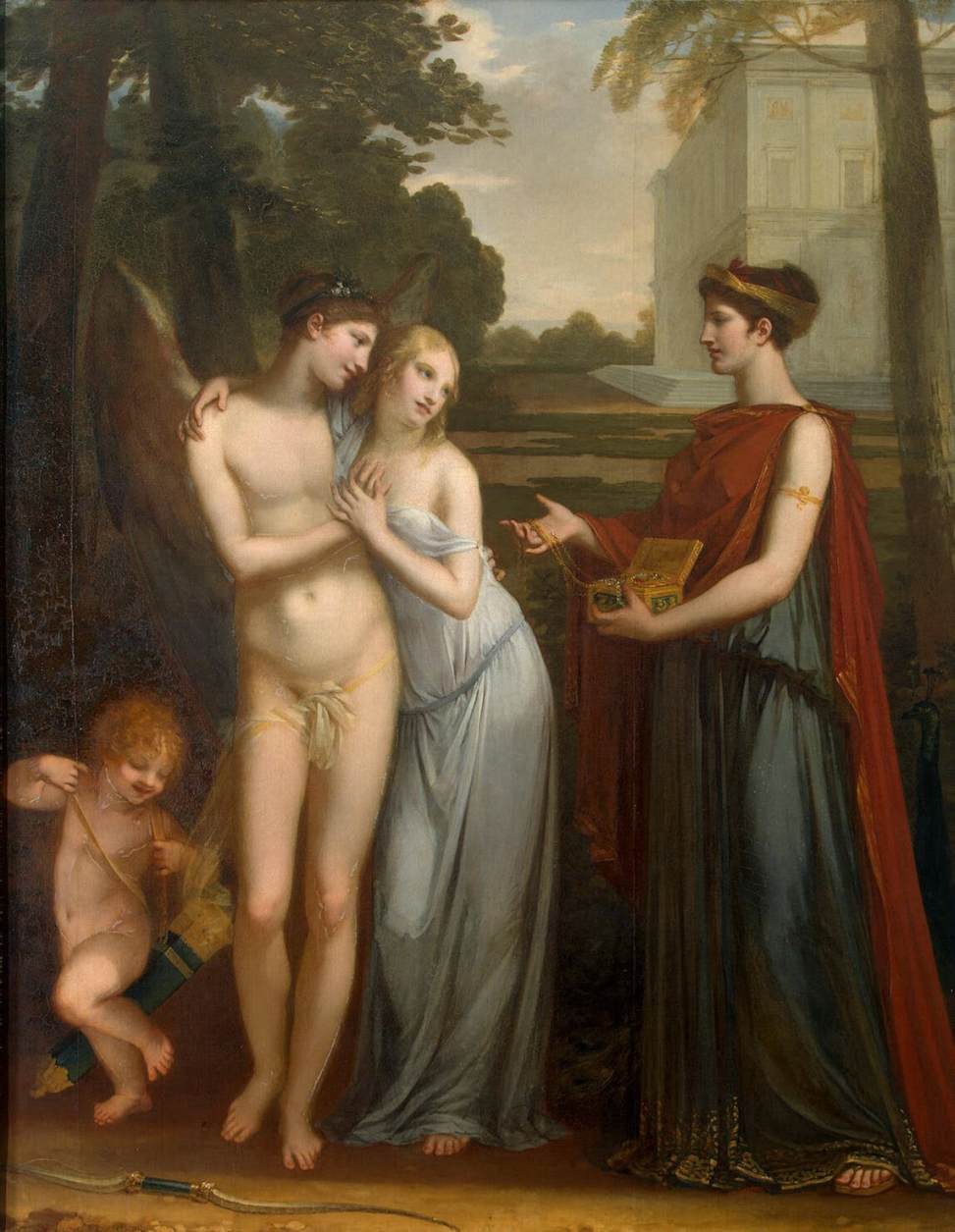
Le Mépris des Richesses ou L'innocence entre l'amour et la fortune ou l'Innocence préfère l'Amour à la Richesse, 1804

- Salon de 1802 (…) Mlle Mayer, rue de la Jussienne n° 20
  - no … Une mère et ses enfants au tombeau de leur père et lui rendant hommage. M. de Goncourt hasarde que Prud'hon y a participé et il donne une date fausse : 1804. Or cette œuvre de 1802, comprise dans l'inventaire après décès de Constance Mayer, lui appartenait entièrement.

- Salon de 1804 (…) Mlle Mayer, rue de la Jussienne, n° 20
  - no 319. Le Mépris des Richesses ou L'innocence entre l'amour et la fortune ou l'Innocence préfère l'Amour à la Richesse Toile de grande dimension (243 × 194 cm) signée et datée en bas à gauche « Constance Mayer pinxit 1804 », achetée par le prince Youssoupov en 1810 et désormais au Musée de Saint-Pétersbourg. L'esquisse du Mépris des richesses, La tête de l'Amour, et autres études ont été attribuées à Prud'hon. Également une tête d'étude de La Richesse, réalisée au pastel (55 × 40 cm), qui est une étude préparatoire pour le tableau, exposée au salon de 1804. Collection Bruzard. Cette composition fut gravée par Roger, qui en pendant grava L’Amour séduit l'Innocence, le Plaisir l'entraîne, le Repentir suit de 1810.

- Salon de 1806 (…) Mlle Mayer Constance, élève de M. Prud'hon, rue de la Verrerie, no 24

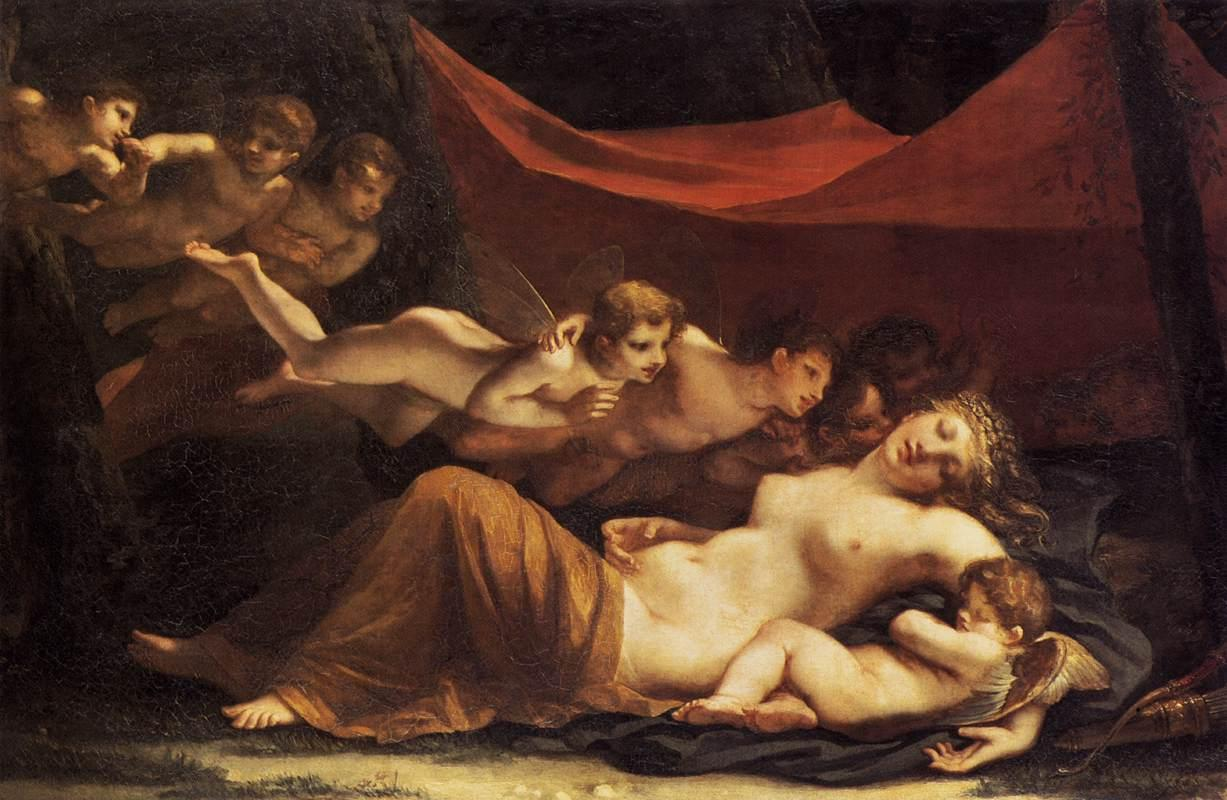
Constance Mayer, Vénus et l'amour endormis caressés et réveillés par les Zéphirs, ou le sommeil de Vénus, 1806, Londres, Wallace Collection.

  - no 375. Vénus et l'amour endormis caressés et réveillés par les Zéphirs, ou le sommeil de Vénus. Cette huile sur toile a été peinte en 1805 et valut une médaille d'encouragement à l'auteur, c'est-à-dire Constance Mayer et non Prud'hon. Elle fut acquise par la Couronne en 1808. Vendue en 1886 sous le titre Psyché enlevée par les Zéphyrs. Vente Laurent Richard ; Londres, Wallace Collection.
  - no 376. Portrait en pied de Madame B… mettant ses boucles d'oreille. Ce tableau représente peut-être Madame de Beaulieu, une amie de l'artiste. Ce tableau de dimension moyenne (42 × 33,5 cm) est jugé d'une « facture un peu sèche » par Sylvain Lavaissière, « comme le sont les œuvres de l'ancienne élève de Suvée, antérieures à sa rencontre avec Prud'hon » (cela vaut-il alors pour le précédent tableau auquel Prud'hon aurait mis la main ?). Ce tableau a été présenté comme un autoportrait dans la vente de la collection de Madame C. Lelong en 1903. Un dessin dans la collection Herropt, un pastel au Musée du Louvre répètent le sujet du tableau appartenant à André Lazard. Un autre dessin de la collection Léon Ferté se rapporte au même motif et Constance Mayer tournant le dos à un grand rideau a la tête penchée dirigée vers la psyché et ajuste de ses deux mains à l'oreille gauche une boucle d’oreille. Œuvre en rapport : Constance Mayer, Étude pour le tableau de Madame B… mettant ses boucles d'oreille, pastel (42 × 33,5 cm), attribué à Prud'hon. Très greuzien (voir le portrait de Madame Baptiste, par Greuze). Analogie avec la toilette lithographiée par Lemercier.
  - no 377. Portrait de Mme de V… (Voairt ?)

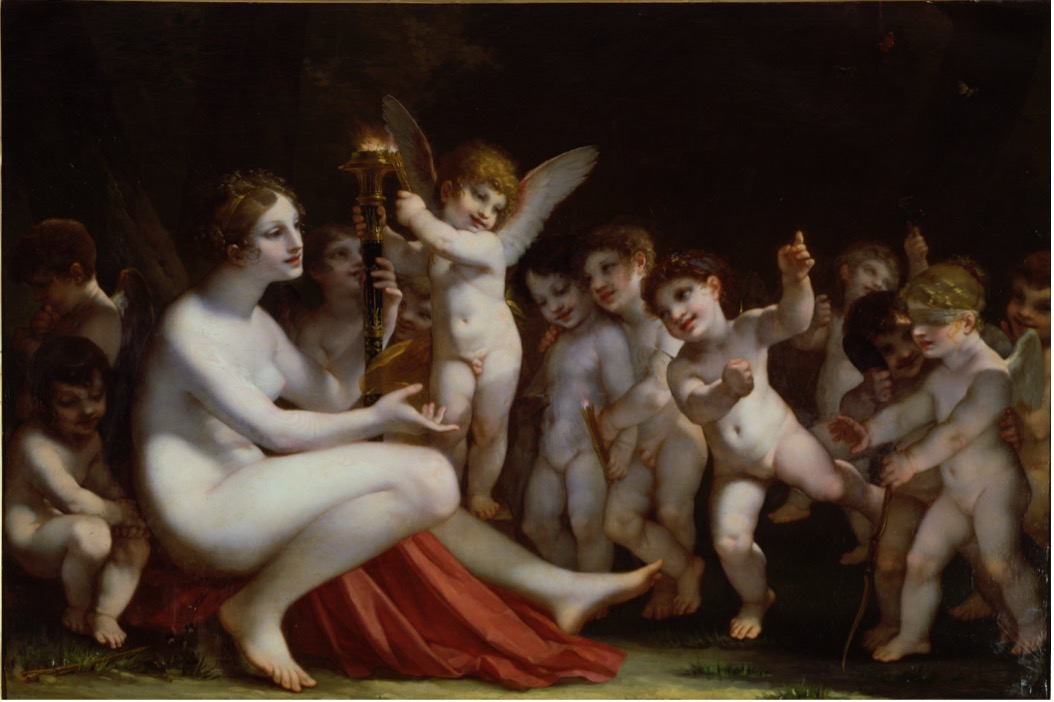
Le Flambeau de Vénus, 1808, musée Napoléon d'Arenenberg (Suisse)

- Salon de 1808 (…) Mlle Mayer rue Sainte-Hyacinthe n° 25
  - no 417 ou 147. Le Flambeau de Vénus. Cette déesse à son réveil invite toute sa cour à venir puiser des flammes à son flambeau. Cette huile sur toile (148 × 99,5 cm), signée « C. Mayer, 1808 » est ainsi décrite : « Cette déesse (Vénus) à son réveil invite toute sa cour à venir puiser des flammes à son flambeau : les amours accourent en foule autour d'elle ; leurs expressions et leurs attitudes annoncent les différents caractères de la passion qu'ils inspirent ». L'œuvre a été analysée par MM. Charles Blanc et Charles Clément. Les titres d'origine ont été changés contre la volonté de leur auteur (Psyché au lieu de Vénus, etc.). Acquis par Joséphine en 1808, collections de la reine Hortense. Salenstein (Suisse) Musée Napoléon d'Arenenberg. Il existe une lettre de Prud'hon dans laquelle il affirme que ce tableau est de Mayer et qu'elle seule y travailla.

- Salon de 1810 (…) Mlle Mayer, à la Sorbonne
  - no 554. La Mère heureuse (194,5 × 147 cm, huile sur toile). Deux études par Constance Mayer sont signalées en 1879 par Gueullette, l'une chez Arsène Houssaye, l'autre chez un marchand de la rue Saint-Lazare (p. 529). Vente Coutant Hauguet, 1889. Des dessins préparatoires se trouvent au Louvre, des esquisses attribuées à Prud'hon au musée Jacquemart-André et dans la Collection Wallace à Londres[33]. Lavallé cite une esquisse de son tableau connu sous le nom de La mère heureuse (Dictionnaire des ventes d'art). Gravé par F. Gérard.
  - no 555. La Mère infortunée (193 × 144,5 cm, huile sur toile). D'après des dessins et une esquisse de Prud'hon[34]. Gravé par F. Gérard en 1810. Un exemplaire de la lithographie se trouve à l'École des Beaux-arts.
  - no … L'amour séduit l'innocence, le plaisir l'entraîne, le repentir suit (97,5 × 81,5 cm). Une note du graveur Roger, en 1840 (annexée au revers du dessin du Fogg) indique que Constance Mayer a largement participé à ce tableau : « le tableau sur toile, fini par Prud'hon, fut commencé par Mlle Mayer » (note originale du graveur Roger citée par Gueullette p. 531). Ancienne collection de la duchesse de Bisaccia. Tableau inventorié le 4 avril 1823, fol. 13 r°v°, puis vente Prud'hon du 13-14 mai 1823. Acquis par Paillet. Puis vente Odiot le 20 février 1847. Voir les ventes Paillet de septembre 1821 et 1823. Sylvain Laveissière suppose que Constance aurait calqué la gravure en vue d'un tableau plus petit qu'elle aurait vendu à Saint, le miniaturiste.

- Salon de 1812 (…) « Mlle Mayer, à la Sorbonne »
  - no 631. Une jeune Naïade voulant éloigner d'elle une troupe d'Amours qui cherchent à la troubler dans sa retraite (181 × 141 cm). Inventaire Mayer–Mangon-Laforest (Une jeune Naïade lutinée par des amours). Localisation actuelle : Cluny, Musée d’art et d'archéologie.

- Salon de 1814 (…) Mlle Mayer, à la Sorbonne

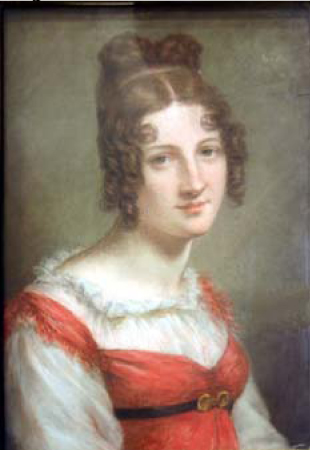
Constance Mayer, Portrait de madame Élise Voïart, 1811, musée des Beaux-Arts de Nancy.

  - no 681. L’heureuse mère (2e présentation, après le Salon de 1810). Le tableau est acheté en 1815 par l'État français ; il est désormais au Louvre.
  - no 682. La mère infortunée (2e présentation, après le Salon de 1810). Comme le précédent, le tableau est acheté en 1815 par l'État français ; il est désormais au Louvre.
  - no 683. Portrait de madame Élise Voïart (114 × 92 cm). Ce portrait réalisé en 1811, précédé d'une belle version au pastel, de petite dimension (58 × 48 cm), a été légué par les descendants du modèle au Musée de Nancy. L'œuvre a depuis été gravée par Marie Edmée et par Louis Benoit (1869). L'état de conservation moyen de cette peinture tient au bitume dont Constance Mayer faisait un ample usage, à l'exemple de Prud'hon. De plus, les pommades particulières qu'elle employait ont parfois accéléré la dégradation des toiles, rendant leur restauration presque impossible.[réf. nécessaire]
  - no 684. Portrait d'Émilie Prud’hon en élève de la maison royale de Saint-Denis. Chez Madame Quoyeser née É. Prud’hon, morte à Amiens à 94 ans. Vente X…, le 1er juin 1928. Dessin pour un portrait en buste de Mademoiselle Émilie Prud'hon, 35 × 27 cm, vente Boisfremont no 63, 9 avril 1870

- Salon de 1817 (…) Mlle Mayer, à la Sorbonne

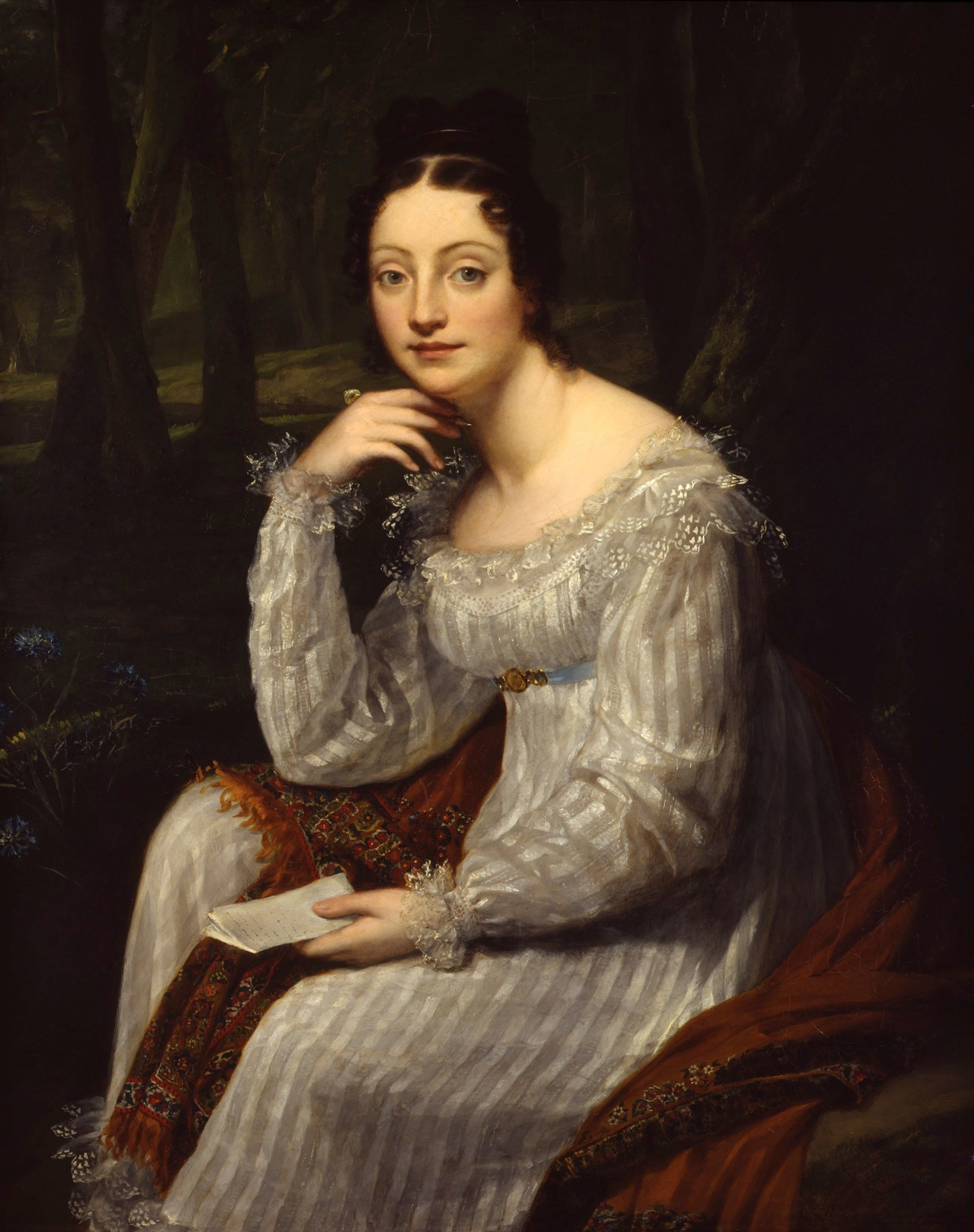
Constance Mayer, Portrait d'Amable Tastu, 1817, Metz, musée de la Cour d'Or.

  - no 565. Madame Dufresne, femme du restaurateur de tableaux. L'étude préalable pour la tête, au pastel, a été donnée à Prud'hon, ce qui n’est en rien justifié – ni par le style de cette œuvre ni par les documents –, si ce n'est qu'il a été mis dans le commerce sous le nom de Prud'hon et que cette attribution a été entérinée. L'étude pour la tête de Madame Dufresne est également donnée à Prud’hon par S. Laveissière (no 202) alors que, à l'évidence, cette œuvre de facture greuzienne est incontestablement de la main de Constance Mayer qui signe le tableau correspondant. Il en est de même pour l'étude de visage du portrait de Madame B… accrochant ses boucles d'oreille, attribué par le Louvre à Prud'hon, mais qui est tout à fait dans la manière de Constance Mayer qui signe la version à l'huile de ce portrait. On note d'ailleurs à ce sujet une contradiction de Sylvain Laveissière qui écrit de ce tableau (salon 1806) qu'il est de « facture sèche comme le sont les œuvres de l'ancienne élève de Suvée antérieures à sa rencontre avec Prud’hon » (p. 182). On ne peut dans ce cas soutenir que Prud'hon a mis la main au Sommeil de Vénus présenté la même année.
  - no 566. Portrait de Mme Amable Tastu. Il existe une version au pastel (ancienne collection de Madame Vavin, descendante du modèle) à Metz au musée de la Cour d'Or.

- Salon de 1819 (…) Mlle Mayer, à la Sorbonne
  - no 809. Le Rêve du bonheur : deux jeunes époux dans une barque avec leur enfant sont conduits sur le fleuve de la Vie par l'Amour et la Fortune[35],[36]. Huile sur toile (132 × 184 cm), signée « Constance Mayer », datée de 1819. Acquis par Louis XVIII en 1819. Gravure in GBA, 2e période, t. XX, p. 342. Tableau au Louvre et au palais de Compiègne. Esquisse au Musée de Lille par Prud'hon. Dessin de la femme endormie attribué à Prud'hon à l'École des Beaux-arts

- Salon de 1822 (…) Mlle Mayer

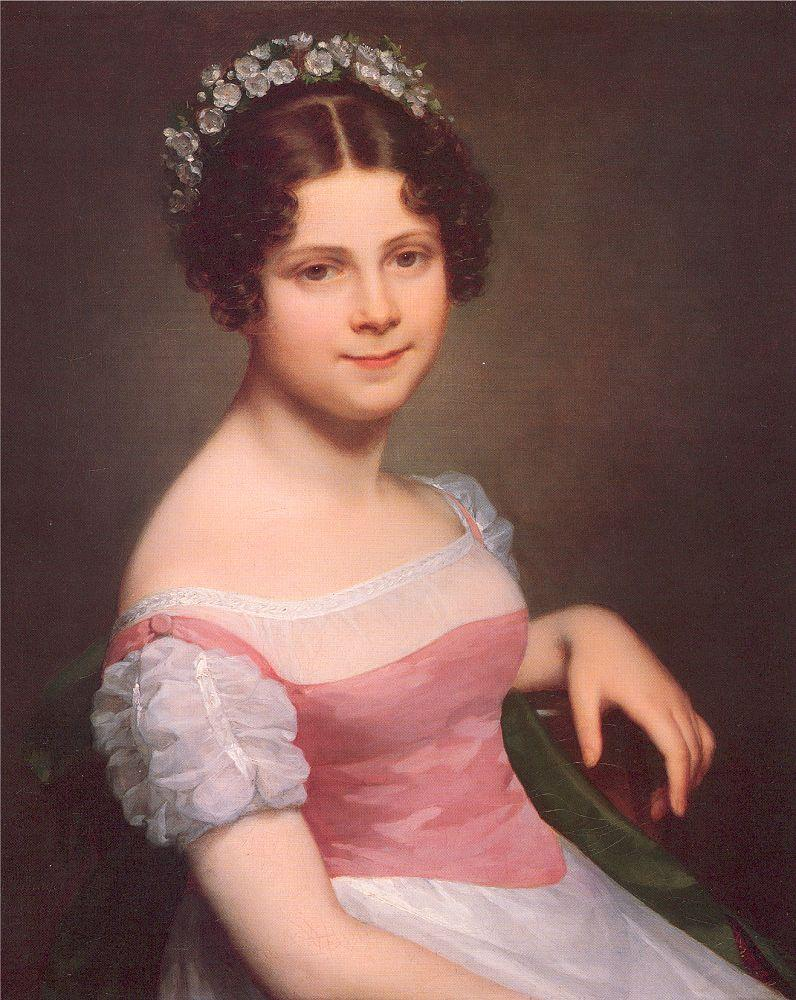
Constance Mayer, Portrait de Sophie Fanny Lordon, 1820, localisation inconnue.

  - no 917. Portrait de Élisa Coudray, future Madame Brouardel âgée de 8 ans, dit d’une jeune fille jouant avec un chat. Vente, 27 mars 1996 (46 × 44 cm)
  - no 918. Portrait de Mme B…
  - no 919. Portrait de Mlle Laure, devenue en 1823 Madame Milne-Edwards
  - no 920. Portrait de Mlle Sophie Lordon (1820). Collection de Madame Ducroquet, sa fille, puis collection de Madame Levasseur. Gravé GBA, 2e période, t. XIX, p. 478. Gravé par Auguste Mongin.

- Œuvres non présentées aux Salons, classées par ordre alphabétique
  - L'Amour choisissant des petits cœurs, huile sur toile (40 × 30 cm). Vente Sotheby's à Amsterdam le 3 décembre 1989, donnée au « Cercle de Constance Mayer ».
  - L'Amour séduit l'Innocence, le Plaisir l'entraîne, le Repentir suit, esquisse à l'huile datée de 1810, traditionnellement donnée à Prud'hon. Les études préparatoires de La tête de l'Amour, et de La tête de la Richesse, au pastel (55 × 40 cm), provenant de la collection Bruzard, ont été attribuées à Prud’hon. Voir Salon 1804. L'œuvre a été gravée par Roger qui prétend à tort que le tableau a figuré au Salon de 1810 et il l'attribue (à tort) à Prud'hon en prétendant que « le tableau sur toile fut peint par Prud’hon et seulement « commencé » (sic) par Mlle Mayer ». Prompts à diminuer le talent de Constance Mayer, les Goncourt ont aussitôt retiré ce tableau de Constance de leur catalogue.
  - L'Amour séduit l'Innocence, huile sur toile (46,5 × 36 cm), réplique du précédent, œuvre issue de l'ancienne collection Trégoin et acquise en 1906 par le musée des Beaux-Arts de Rennes.
  - Ange et amours, huile sur panneau de 20 × 17 passée à la vente Tajan le 22 mars 2002.
  - Ange, étude à la craie blanche sur papier de 29 × 22 cm passée à la vente du 23 novembre 1996 (ein fliegender nackter Engel).
  - L'Ange Gabriel de l'annonciation, crayon noir et blanc sur papier bleu, 27 × 18 cm (ou 24,2 × 17,7 cm), vers 1810, conservé au musée des Beaux-arts de Dijon (ou au musée Magnin).
  - L'Annonciation à Zacharie, huile sur panneau de 38 × 26,5 cm.
  - L'Archange Gabriel de l'Annonciation, huile sur toile, de 1810, Moscou, musée Pouchkine.
  - Tête de l'archange Gabriel toile de 53 × 45 cm portant au revers « Mlle Mayer, année 1810 », pendant de la vierge de l'Annonciation de Prud'hon, conservée au musée des Beaux-arts de Moscou.
  - La Barque, œuvre non identifiée passée à la vente Rouart, les 9 et 10 décembre 1912.
  - L’Élégante, huile sur toile de 130 × 100 cm, non localisée.
  - L’Enfant malade, « par Constance Mayer, élève de Greuze » selon une inscription sur parchemin logé dans le cadre, non localisé.
  - L'Enlèvement de Psyché, réplique du tableau de Prud’hon par Constance Mayer. La version originale de Prud'hon appartenait à la fin du XIXe siècle à la comtesse de Sommariva (issu de la vente Laurent-Richard en mai 1878). Gravé à l'eau-forte par Lemaire (Gueullette, p.|531).
  - L'Épave…
  - Étude de nu, crayon (30 × 20 cm), vente du 17 mai 1993[Où ?].
  - La Famille malheureuse, ou L'Ouvrier mourant, huile sur toile (115 × 85 cm), figurant dans la succession de Constance Mayer, puis dans la collection de Madame Mangon-Laforest, sœur de l'artiste, puis dans la collection Jacobi. Ce tableau a été présenté à l'Exposition des arts au début du siècle (Catalogue, Paris, 1891, p. 65, no 491). Cette œuvre est ensuite passée à la vente Gentili di Giuseppe le 23-24 avril 1941 (no 64) où elle fut bien entendu annoncé comme étant une œuvre de Prud'hon, puis à nouveau en vente à Paris Drouot sous le titre Une famille dans la désolation, le 19 mars 1943. Repassé en vente sous le nom de Constance Mayer le 7 mai 1976 chez Tajan. Dans son catalogue sur le peintre Prud'hon (Prud'hon ou le Rêve du bonheur, Paris, RMN, 1997), Sylvain Laveissière rappelle que Prud'hon, apprenant la publication d'une lithographie qui lui attribuait Une famille dans la désolation, écrivit le 6 mai 1822 à François Grille, directeur du journal L'Album, qu'il destinait le prix de ce tableau à élever un monument funéraire sur la tombe de Constance Mayer : « Le sujet qui se présente, affirme-t-il, est de l'invention de Mlle Mayer, mon amie ; il avait été commencé par elle et je l'ai terminé par suite de sa mort funeste et trop imprévue. C'est une fleur à jeter sur sa tombe et à joindre à celles qui composent la couronne de gloire que son pinceau gracieux et distingué lui a mérité ».
  - Famille partant en exil, dessin à la craie passé en vente à Chelsea, en Grande-Bretagne, le 31 octobre 2001.
  - Une femme et une jeune fille versant des larmes sur une urne funéraire, huile sur toile citée dans l'inventaire de la succession Constance Mayer, prisé pour la somme de 40 francs.
  - Le Flambeau de Vénus, esquisse peinte à l'huile sur bois de 30 × 21 cm, étude préparatoire au tableau de Constance Mayer présenté au salon de 1808. Cette esquisse est passée comme une œuvre de Prud'hon chez le marquis de Maison puis revenue au duc d'Aumale. Chantilly, musée Condé.
  - L'heureuse famille, 97 × 72 cm, passée à la vente Beaussant Lelièvre le 27 avril 2001.
  - Jeune femme au ruban bleu, attribuée, huile sur panneau de 49 × 36 cm, vente Paris Drouot (Tajan) le 19 février 1999.
  - Jeune femme, attribuée, 38 × 31 cm, passée en vente à Göteborg en Suède le 24 novembre 2001.
  - Jeune fille nue près d'un ruisseau, 28,5 × 20,5 cm, présentée à l'Exposition des femmes peintres du XVIIIe siècle en 1926.
  - La jeune fille peintre, esquisse à l'huile sur panneau, vendue à Paris le 22 octobre 1948, était peut-être une préparation de l'autoportrait de 1796.
  - Jeune fille au chapeau de paille, dessin à la sanguine passé en vente à Paris le 4 juin 1947.
  - Le Mépris des richesses ou l'Innocence préfère l'amour à la Richesse, dessin, Chantilly, musée Condé.
  - La Mère abandonnée ou la mère infortunée, cette esquisse datable de 1811 est en rapport avec le tableau correspondant exposé deux fois et acquis par l'État avec son pendant. Voir Le Moniteur universel, 1811, p. 26. Vendu chez Christie Londres le 9 juillet 1993.
  - La mère heureuse, 1810. Huile sur toile, cm. 35 x 30. Museo Mario Praz (ou Casa Museo Mario Praz) Rome (accès difficile).
  - La Mère heureuse, esquisse, pendant de la précédente, passée à la vente Laville en 1818. Paris, musée Jacquemart-André.
  - La Mère heureuse, dessin, vente hôtel Drouot du 18 octobre 2007 (passé au carreau 6 × 8).
  - La Mort de Virginie, attribué à Prud'hon dans le Catalogue des arts au début du siècle, 1891, p. 65 (no 490) : peut-être à rapprocher du Naufrage de Virginie, attribué à Prud'hon (musée du Louvre). Voir aussi plus bas Scène de naufrage.
  - Naïade, huile sur toile, esquisse, 46,5 × 38 cm, vente du 14 décembre 1992[Où ?].
  - Naïade lutinée par les Amours, aussi attribuée à Prud'hon, esquisse à l'huile, 27 × 22 cm, étude préparatoire au tableau de Constance Mayer exposé en 1812. Ancienne collection de Boisfremont en 1870. Acquis en 1903 (par le Louvre ?)
  - Nature morte with two steins on a draped table, huile sur toile, 68,5 × 56 cm, cette œuvre est passée en vente le 2 avril 1996 chez Sotheby New York.
  - Nymphe et Amours, cette œuvre est passée à la vente Paul Gravier les 3 et 4 mai 1923, puis à la vente du baron E. Leonino le 14 avril 1937.
  - L'Oiseau mort, huile sur carton, 20 × 18,5 cm, passé en vente à Paris Drouot, le 29 janvier 1942.
  - Ô les jolis petits chiens, dessin collection de M. Bellanger — qui céda le portrait dessiné de Constance Mayer au Louvre — et cité par Gueullette p. 531.
  - Phrosine et Mélidor, huile sur toile, 28,5 × 20,5 cm, réplique de la composition célèbre de Pierre-Paul Prud'hon. Exposition des femmes peintres du XVIIIe siècle en 1926, collection Maurice Magnin. Dijon, musée Magnin, catal. Magnin b 465. Version par Prud'hon à Bordeaux.
  - Portrait de femme assise, pierre noire, 47 × 37 cm, vente du 19 mars 1999[Où ?].
  - Portrait d'Ange Lucie Scholastique Anceaume, huile sur toile, 1820, 74 × 60 cm, vente du 16 juin 2000[Où ?] puis vente Piasa, le 28 mars 2001.
  - Portrait de femme, pastel, 42 × 24 cm, acquis autrefois par le musée du Louvre à la vente Bruzard comme portrait de Constance mayer « les cheveux retombant sur le front, la tête penchée de trois quarts tournée à droite » (Pilon le rapproche du dessin aux crayons noir et blanc avec rehauts de pastel de la collection Gabriel Hanotaux, d'attribution incertaine selon Guiffrey). Ce pastel passe aujourd'hui pour être une étude préparatoire à la Dame aux boucles d'oreille, Mme de B., Paris, musée du Louvre. Ce pastel, attribué à Prud'hon, est longtemps passé pour le portrait de Constance Mayer, de 42 × 34 cm, reproduit dans le Dictionnaire des pastellistes de Paul Ratouis de Limay. Il provient de l'ancienne collection Bruzard acquis par le Louvre le 23-26 avril 1839. « Mlle Mayer les cheveux retombants sur le front, la tête de trois quarts, tournée à droite ». En fait, il s'agit selon toute vraisemblance d'une étude pour le portrait, par Constance Mayer, de Mme B… mettant ses boucles d'oreille, tableau du salon de 1806 qui, comme d'autres études préparatoires au pastel, est de la main de Constance Mayer elle-même. Voir plus bas, Salon de 1806.
  - Portrait de femme assise, daté 1800 au revers, 47 × 37 cm, pierre noire rehaussé de gouache blanche, vente du 19 mars 1999 à Paris (Drouot)Constance Mayer, Portrait de Mlle Clothilde Augustine Mafleurai, localisation inconnue.

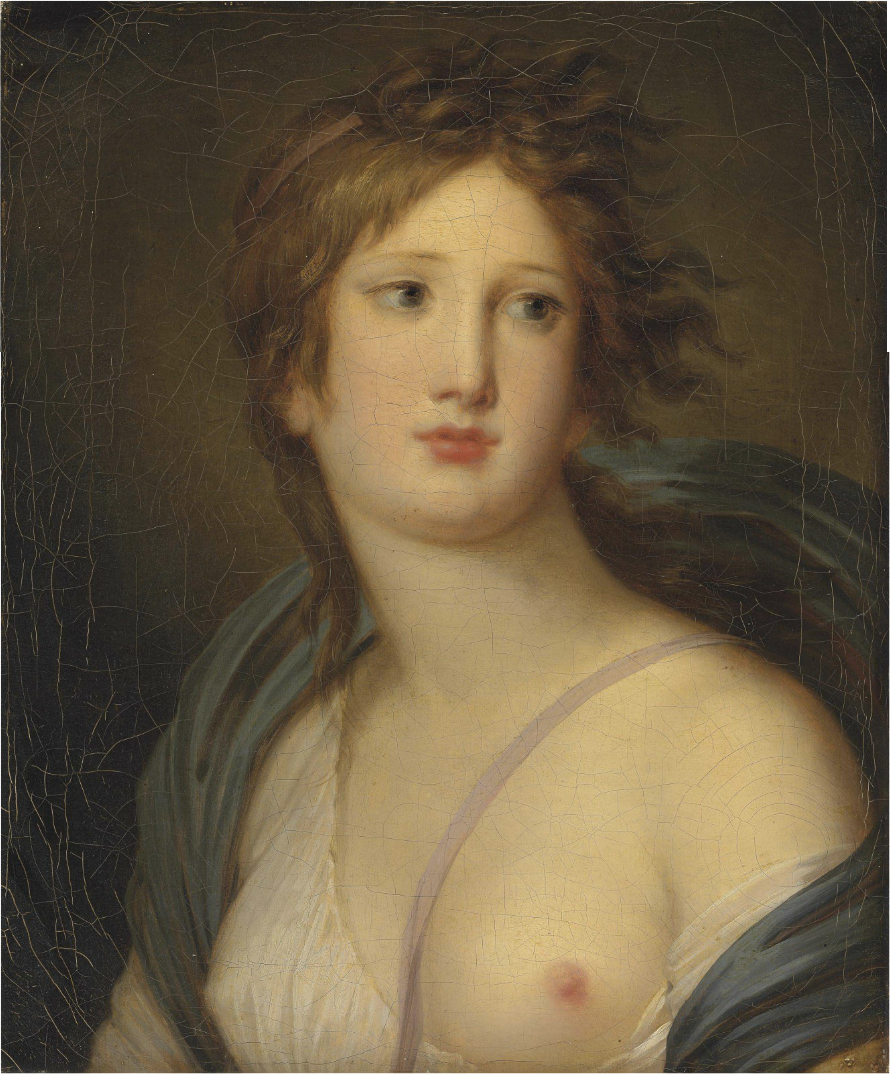
Constance Mayer, Portrait de Augustine Mafleurai, localisation inconnue.

  - Portrait de Clotide-Augustine Mafleurai (1776-1826) de l'Opéra, vers 1800, huile sur toile, vente Eugène Kremer, à Paris le 21 novembre 1919, puis vente Christie's à Londres du 2 novembre 2016.
  - Portrait de Mlle Sophie Lordon, gravé par Antoine Mongin, 11 × 9 cm, Gray, musée Baron-Martin.
  - Portrait de J. Elleviou jouant de la guitare, vente à Londres, le 27 novembre 1984.
  - Portrait de M. Mayer, 1798 ?, appartint à M. Moreau-Chaslon, exposé à l'Exposition historique de la Révolution française (Louvre, 1889, p. 208, no 1709), cité par E. Pilon.
  - Portrait de jeune femme, vente Madame Rainneville les 15 et 16 avril 1902.
  - Portrait de jeune femme, huile sur toile, 56 × 46 cm, porte une étiquette au dos selon laquelle une étude du portrait a été réalisée par Prud'hon en 1807. Collection Victor Loutrel, entre par donation au musée des Beaux-Arts de Rouen en 1891[37].
  - Portrait de femme, attribué, 32 × 24 cm, vente Cornette de Saint-Cyr à Paris le 13 décembre 1993.
  - Portrait (Tête) de femme, attribué, huile sur toile, 32,5 × 30 cm, acquis en 1919 par le musée Grobet-Labadie de Marseille.
  - Rameau et Lully en admiration devant Gluck, 17 × 12 cm, plume et encre de Chine, vente Chapin-Lombrail à Enghien le 20 novembre 1977.
  - Le Rêve du bonheur, vers 1819, huile sur toile, palais des Beaux-Arts de Lille.
  - Rêverie, passé en vente[Où ?] le 5 juin 1950.
  - Scène de naufrage : un enfant étendu sur le corps de sa mère rejeté par les flots, 19 × 16 cm, esquisse (?) provenant de la collection Maurice Magnin d'après la Virginie de Bernardin de Saint-Pierre. Cet auteur habitait à la Sorbonne et connaissait Constance Mayer. Sa fille fut envoyée à Ecouen avec Mademoiselle Prud'hon.
  - Tête de jeune fille, signalé à une vente de 1890[réf. nécessaire].
  - Tête de jeune femme, pierre noire, passé à la vente[Où ?] du 2 juillet 1951.
  - Le Tombeau de Laure dans le parc d'Ermenonville, 19 × 14 cm, encre de Chine et gouache blanche, vente Champin-Lombrail à Enghien le 20 novembre 1977.
  - Vénus et Adonis, huile sur panneau, 49 × 36 cm, vente Fisher à Lucerne le 19 mai 1999.
  - Vénus et l'Amour endormis caressés et réveillés par les Zéphyrs, 21,1 × 32,5 cm, huile sur bois, esquisse préparatoire du tableau de Constance Mayer présenté au Salon de 1806 et conservé à Londres à la Wallace Collection. Vente Gérard (1842), puis Bertrand (1853), puis marquis de Maisons (1863) puis duc d'Aumale 1886. Musée Condé à Chantilly.
  - Vieille femme in lace cap, 74 × 60 cm, vente du 20 octobre 1983 en Allemagne.
  - Villageoise, lavis à l'encre de Chine, vente de Mademoiselle J. le 6 mai 1932.

## Iconographie
- Portrait par Greuze. Cette œuvre connue sous le titre de La jeune fille aux colombes est passée à la vente Prousteau de Montlouis le 12 mai 1851 et fut vendue au prix de 39 francs. Elle est peut-être en rapport avec un pastel (39 × 27 cm) représentant Mlle Mayer à l'âge de dix ans qui fut vendu en mai 1885, sous le no 142 du catalogue de la collection du comte de La Béraudière, et qui n'est pas localisé.
- Portrait de Mlle Mayer, vers 1789, huile sur toile, Snyte Collection.
- Autoportrait, 1796, huile sur toile du Salon de l'An IV, présentée sous le titre La Citoyenne Mayer découvrant l'esquisse du portrait de sa mère. Dans son encadrement d’origine en bois doré, cet autoportrait de Constance Mayer a conservé plusieurs étiquettes dont deux numéros d'inventaire qu'il n’a pas été possible de faire correspondre à des ventes, ce qui laisse penser que l'identification et l'attribution anciennes ont été perdues. Il a pourtant conservé deux minuscules étiquettes anciennes, lisibles à la loupe, intéressantes en ce qu'elles relient ce portrait à l'entourage de Prud'hon et à la Sorbonne. La première porte Prud’hon, à la Sorbonne, la seconde Portrait d’une jeune artiste. À la veille de l'inventaire, le 6 juillet 1821, des objets divers laissés par Constance Mayer, on intégra son grand autoportrait à la succession. En toute logique, il devait figurer dans la série des quatre tableaux de famille, dont deux encadrés en bois doré, que Madame Mangon-Laforest, sœur de la défunte, récupéra le 8 août 1821. L'inventaire portait en effet : « Les tableaux étant dans une pièce au second étage de l'escalier no 5 où se sont rendus le notaire Schneider et le commissaire-priseur, avec l'expertise du sieur Charles Paillet. » L'ensemble, estimé 1 468,50 francs, est revenu par acceptation de la succession (déclaration du 8 août 1821) à la sœur germaine de la défunte, Charlotte-Adélaïde-Josèphe Mayer, veuve de Charles-Jacques-François Mangon-Laforest, ancien négociant à Nantes, demeurant en son château d'Alleret, arrondissement de Brioude en Haute-Loire, suivant la procuration devant Vigier, notaire à Saint-Didier sur Doulon le 1er juin 1821. « un autre grand tableau peint sur toile également représentant la défunte et son père, prisé 20 francs. […] quatre autres tableaux également peints sur toile dont deux entourés de cadres de bois doré dont il ne sera fait aucun inventaire comme étant tableaux de famille ». L'autoportrait dans son actuel grand cadre en bois doré d'origine pourrait donc être un des deux tableaux de famille figurant dans l'inventaire. Il est par ailleurs difficile de savoir si Madame Mangon-Laforest l'a conservé jusqu'à son décès dont nous ignorons la date. Des numéros d'inventaire laisseraient penser que ces tableaux de la succession de Constance Mayer sont passés en vente assez tôt, comme ce fut le cas de sa Nymphe arrosant (ou lutinée par) les Amours, premier d'entre eux, à notre connaissance, à réapparaître en vente publique (vente Odiot en 1846)[38].
- Autoportrait de Constance Mayer avec son père, 1801, huile sur toile, 226 × 179 cm, exposé au Salon de 1801, il figura dans l'inventaire après décès de l'artiste. Passé dans la collection Mangon-Laforest, il est réapparu dans la collection Seligman, en 1927, puis il a été vendu chez Sotheby's à Monte-Carlo le 22 février 1986. Il est repassé chez Sotheby's à New York, le 12 janvier 1989, entrant dans les collections du Wadworth Atheneum Museum à Hartford.
- Autoportrait, miniature, vers 1806. Exposition de la BnF, 1906.
- Portrait par Jean-Baptiste Mallet, huile sur toile. Ce portrait de 34 × 26 cm figura à la vente des 11-15 mai 1900 de la collection Moreau-Nelaton. Le catalogue de vente (lot no 118) nous permet d'en savoir un peu plus sur cette œuvre inédite où Constance Mayer est représentée vue jusqu'aux épaules, de trois quarts à gauche, la tête légèrement penchée vers l'épaule gauche. Une bouclette de cheveux descend de la joue gauche. La bouche est souriante, les yeux sont bleus. Portrait par Martin Drolling, huile sur toile. Vente Defer-Dumesnil des 10-12 mai 1900. Le tableau entré dans la collection de sir Berkeley-Sheffield passa à nouveau aux enchères le 16 juillet 1943 avec cette description : « Portrait of Mademoiselle Mayer in white dress with mauve cloak, seated by a table leaning her head on her left hand, niches 19,5 × 23,5 ». D'après cette description, ce tableau est distinct de deux œuvres connues du même thème — La jeune artiste —, par Drolling père.
- Portrait par Prud'hon, dessin à la pierre noire et rehauts de craie[39]. L'iconographie de Constance Mayer, du moins ses portraits d'après nature ont les uns et les autres, une relative cohérence qui tranche quelque peu avec le célèbre dessin du Louvre sur fond sépia. Or cette dernière œuvre est celle d'un amoureux qui idéalise l'objet de son amour. Cette jeune fille au visage faunesque a finalement peu à voir avec la jeune femme potelée au visage en rondeurs qu'était Constance Mayer. On est d'autre part frappé que Prud'hon ait si peu dessiné ou peint son amie. À moins que l'on soit passé à côté des nombreux et magnifiques dessins de nu qui ne seraient pas tous la fameuse « Marguerite » qui, selon la tradition, était le modèle favori du peintre.
- Portrait en pied, par Le Boulanger de Boisfremont. Le couple Prud'hon-Mayer avait un ami d'ancienne noblesse, autrefois page à Versailles, Charles Boulanger de Boisfrémont, qui fit une carrière de peintre et de dessinateur. C'est lui qui accueillit Prud'hon chez lui, rue du Rocher, après le décès de Constance Mayer. Quelques années plus tôt, vers 1817 sans doute, il avait réalisé un portrait en pied sous le titre Constance Mayer à sa toilette ou Constance Mayer ôtant son soulier, dans lequel la jeune femme était représentée dans l'intimité de sa chambre, en robe décolletée, à proximité d'une psyché. Son visage agréable et souriant paraît très proche, par la ressemblance, de ses autoportraits de jeunesse. Cette huile sur toile de 101 × 84 cm fut acquise par M. des Courtils à l'époque de la Restauration, puis passa avec sa première et magnifique version gravée par Marcou à la vente Rouart, le 5 mars 1866 (no 12), et réapparut en 1897 dans la collection de Madame Camille Lelong qui la proposa à l'Exposition des portraits de femmes et d'enfants en 1897 (no 166). Le tableau est aujourd'hui dans une collection privée. D'après les Goncourt, un tableau du même sujet, de 33 × 33 cm, avait appartenu à M. Grille puis, en 1830, à M. Guibert, banquier à Caen. Des études en rapport avec cette composition ont, bien entendu, été attribuées à Prud'hon — même si Boisfremont, excellent dessinateur, en est l'auteur —, et on en connaît plusieurs gravures dont celle, déjà citée, par Marcou, qui permet l'attribution certaine de l'huile originale à Boisfremont. Par la suite, une lithographie fut réalisée par Langlumé, sous le titre Le Déshabillé. Une autre lithographie par Maurin sortit peu après avec une Constance Mayer méconnaissable, coiffée à la mode de 1835. On connaît enfin d'autres versions gravées par Lemercier d'après Maurin, et par Villain. Pierre Félix Trezel, lui aussi un ami du couple Prud'hon-Mayer a composé sous le titre Prud'hon et Mlle Mayer, ou l'Atelier de Prud’hon, grand tableau « fait d'après nature » (sic), à tout le moins terminé en 1824, présenté au Salon de 1824, et qui fut gravé par Delvaux. Conservé dans la collection Trézel, il fut ensuite vendu le 24 décembre 1855 (no 30), et se trouve lui aussi dans une collection particulière. Cette œuvre est un hommage rendu à l'amitié, et dans cette composition, Constance Mayer, bien à son avantage, présente un visage rond et plein, des cheveux bouclés, en analogie avec ce qu'on connaît d'elle grâce à ses principaux portraits.

Sa naissance longtemps mystérieuse, son teint prétendument hâlé, alors qu'elle avait la peau claire et les yeux bleus, sa liaison prétendument « criminelle » avec Prud'hon, son audace supposée à représenter la nudité : tout semblait se tenir, Constance Mayer ne pouvait exister que par ou à travers Prud'hon, jouant auprès de lui le rôle d'égérie ou de peintre de seconde zone. Son talent propre escamoté a été si complaisamment dévalué — en lui enlevant ses plus belles compositions peintes et dessinées —, qu'il est apparu flou, à l'image de son visage, comme le remarque Suzanne Hood : « pas un seul de ses portraits ne ressemble à l'autre ».